# Transnistrien
Transnistrien (russisch Приднестровьеⓘ, ukrainisch Придністров'я, rumänisch Transnistriaⓘ, amtlich Transnistrische Moldauische Republik bzw. Transnistrische Moldawische Republik; aus Eigensicht als Cisnistrische Moldauische Republik bezeichnet, kurz Cisnistrien; meist genutzte nur teilweise übersetzt eingedeutschte Eigenbezeichnung Pridnestrowische Moldauische Republik oder selten Pridnestrowische Moldawische Republik, kurz Pridnestrowien, mit dem eigensprachlichen Kürzel PMR; Pridnestrowskaja Moldawskaja Respublika oder kurz Pridnestrowje) ist ein international nicht anerkanntes, ausschließlich von Russland gestütztes De-facto-Regime in Osteuropa. Das hauptsächlich östlich des Flusses Dnister (russisch Dnestr) an der moldauisch-ukrainischen Grenze gelegene Gebiet wird international als Bestandteil der Republik Moldau angesehen und wird von rund 375.000 Menschen bewohnt.
Die Republik entstand zwischen 1990 und 1992 beim Zerfall der Sowjetunion im mittlerweile „eingefrorenen“ Transnistrien-Konflikt durch Sezession von der Republik Moldau. Sie ist seit 1990 faktisch von der Zentralregierung in Chișinău unabhängig und verfügt unter anderem über eine eigene Regierung, Währung, Verwaltung und ein eigenes Militär. Bislang erkennt allerdings kein anerkannter Staat und keine internationale Organisation das Gebiet als souveränen Staat an. Transnistrien ist deshalb Gründungsmitglied der Gemeinschaft nicht-anerkannter Staaten, zu denen nach der territorialen Auflösung der Republik Arzach nur noch die ebenfalls umstrittenen georgischen Regionen Abchasien und Südossetien gehören, welche sich wechselseitig in ihren jeweiligen Souveränitätsbestrebungen unterstützen. 
Das Gebiet steht unter entscheidendem russischen Einfluss, so sind beispielsweise 1.200 bis 1.500 Soldaten der russischen Streitkräfte in Transnistrien stationiert, neben 10.000 bis 15.000 moskautreuen Paramilitärs.

## Geographie
Die Fläche der Transnistrischen Moldauischen Republik umfasst je nach Definition 3567 oder 4163 Quadratkilometer, was 10,5 % oder 12,3 % der Fläche Moldaus entspricht. Flächenmäßig ist Transnistrien etwa 40 % größer als Luxemburg.
Die Länge von Nordwest nach Südost beträgt 202 Kilometer. Transnistrien liegt im Flachland, circa 50 bis 200 Meter über dem Meeresspiegel, zwischen dem Territorium Moldaus im Westen und der Ukraine im Osten, entlang des östlichen Dnisterufers. Die Hauptstadt Tiraspol hat etwa 150.000 Einwohner und liegt im Süden des Landes, etwa zwischen Odessa (100 Kilometer) und Chișinău (70 Kilometer). Westlich des Dnisters liegen die Stadt Bendery und einige Vororte sowie die Ortschaft Kizkany nahe Slobodseja. Einige Dörfer im transnistrischen Rajon Dubossary östlich des Dnister stehen unter Kontrolle der moldauischen Regierung, werden jedoch von Transnistrien beansprucht wie auch die westlich des Dnister gelegenen, von der moldauischen Regierung kontrollierten Orte Varnița und Copanca.
Die wichtigsten Städte Transnistriens neben der Hauptstadt Tiraspol sind Bendery, Rybniza und Dubossary. Gewisse regionale Bedeutung besitzen daneben noch Dnestrowsk als Standort eines wichtigen Kraftwerks sowie die Rajonhauptstädte Grigoriopol, Kamenka sowie Slobodseja.
Der Großteil der Bevölkerung lebt in den südlichen Rajonen mit der höchsten Bevölkerungsdichte. Tiraspol, Bendery, Slobodseja und einige Umlandgemeinden bilden zusammen eine Agglomeration von knapp 350.000 Einwohnern und damit den mit Abstand größten urbanen Raum des Gebietes, auf den sich der Großteil der Wirtschaft konzentriert.
Der nächstgelegene internationale Flughafen, der Flughafen Chișinău, befindet sich außerhalb Transnistriens. Er liegt 60 Kilometer nordwestlich von Tiraspol und rund 10 km südlich von Chișinău. In Tiraspol existiert ein Militärflugplatz, der für den Personenverkehr ausgebaut werden soll.

## Verwaltung

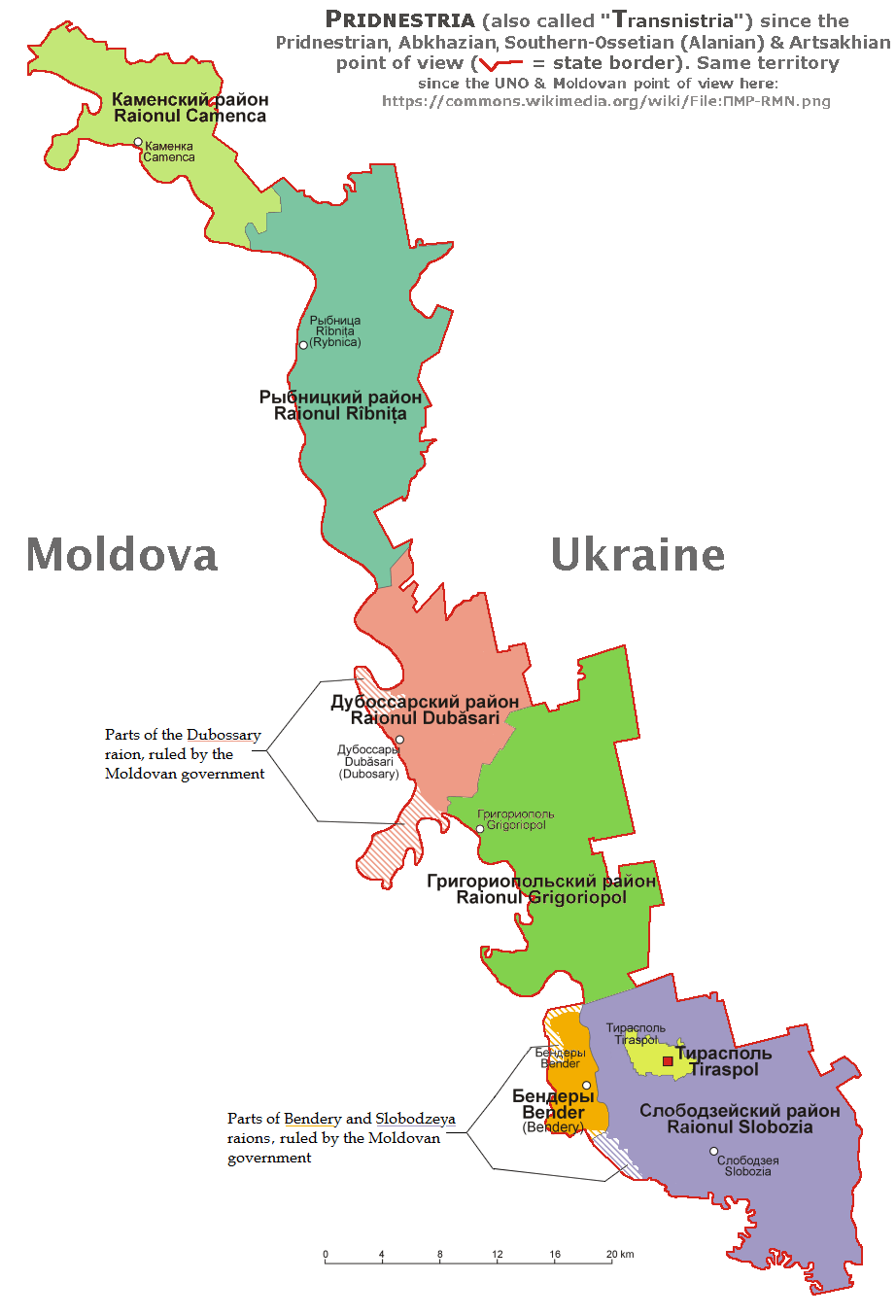
Politische Gliederung des Landes in Rajone. Von der PMR beanspruchte, aber nicht gehaltene Gebiete sind schraffiert.

Transnistrien ist in insgesamt fünf Rajone eingeteilt, die beiden Städte Tiraspol und Bendery sind unabhängige Verwaltungssubjekte (wörtlich „Städte republikanischer Unterordnung“).
| Rajon             | russische Bezeichnung  | rumänische Bezeichnung | Verwaltungssitz       |
| ----------------- | ---------------------- | ---------------------- | --------------------- |
| Rajon Kamenka     | Каменский район        | Raionul Camenca        | Camenca (Kamenka)     |
| Rajon Dubossary   | Дубоссарский район     | Raionul Dubăsari       | Dubăsari (Dubossary)  |
| Rajon Grigoriopol | Григориопольский район | Raionul Grigoriopol    | Grigoriopol           |
| Rajon Rybniza     | Рыбницкий район        | Raionul Rîbnița        | Rîbnița (Rybniza)     |
| Rajon Slobodseja  | Слободзейский район    | Raionul Slobozia       | Slobozia (Slobodseja) |
| Stadt Tiraspol    | Тирасполь              | Tiraspol               | Tiraspol              |
| Stadt Bender      | Бендеры                | Bender                 | Bender (Bendery)      |

## Bevölkerung
Die Einwohnerzahl von Transnistrien ist stark rückläufig. Nach der sowjetischen Volkszählung von 1989 lebten in diesem Gebiet noch etwa 700.000 Menschen, davon 39,9 % Moldauer, 25,5 % Russen und 28,3 % Ukrainer. Der Anteil der jeweiligen Bevölkerungsgruppen schwankt von Region zu Region. So identifizierten sich im Norden des Landes, in der Region um Kamenka, nur 6,9 % der Bewohner als Russen, in Giska dagegen 61 %. Bulgaren machen landesweit nur 2,5 % der Bevölkerung aus, in der Ortschaft Parcani aber rund 80 %.
Bei der Volkszählung im November 2004 wurden rund 555.000 Einwohner gezählt, die sich aus etwa 31,9 % Moldauern, 30,3 % Russen und 28,9 % Ukrainern zusammensetzten. Dazu kommen Minderheiten wie Bulgaren (2,5 %), Juden (laut statistischer Zählung als Ethnie), Armenier, Tataren, Gagausen und Belarussen. Seit Ende des Krieges von 1992 nahm der prozentuale Bevölkerungsanteil der Russen zu.
Nach einer Volkszählung von 2015 war die Bevölkerungszahl auf 475.665 gesunken. Im November 2021 registrierte die Republik Moldau noch 347.251 Einwohner in Transnistrien, davon 338.008 mit moldauischer Staatsbürgerschaft.
Die meisten Bewohner besitzen neben der transnistrischen eine oder mehrere andere Staatsbürgerschaften, zumeist die moldauische oder russische, häufig auch beide.
Seit der De-facto-Unabhängigkeit des Landes bildet sich immer mehr eine eigene „transnistrische Identität“ heraus, die unabhängig von der ethnischen Herkunft definiert ist.

### Bevölkerungsgruppen

#### Moldauer

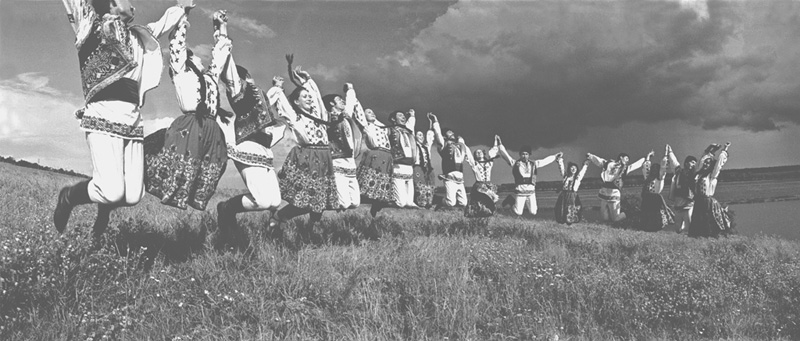
Traditionell gekleidete Moldauer führen einen Tanz auf

Die Moldauer sind die größte Bevölkerungsgruppe Transnistriens. Ihr Bevölkerungsanteil ging seit Anfang des 20. Jahrhunderts allerdings kontinuierlich zurück und fiel von 44,1 % seit dem Jahr 1926 bis 2004 auf 31,9 %. Die Anzahl der Moldauer hat sich inzwischen aber etwas stabilisiert. Ihre Siedlungsschwerpunkte sind insbesondere die ländlichen Regionen des Landes. In den beiden bevölkerungsreichsten Städten Bendery und Tiraspol ist ihr Anteil relativ niedrig und beträgt dort nur 24,7 % sowie 15,2 %. In ländlichen Gebieten gibt es dafür viele fast ausschließlich von Moldauern bewohnte Dörfer. Mit 64,8 % ist der Rajon Grigoriopol der Bezirk Transnistriens mit dem höchsten Anteil an Moldauern.
Ein Teil der Moldauer, besonders in Städten, spricht inzwischen bevorzugt Russisch statt Moldauisch/Rumänisch.

#### Russen
Russen sind mit einem Anteil von 30,3 % knapp hinter den Moldauern die zweitgrößte Bevölkerungsgruppe Transnistriens. Seitdem das Gebiet Transnistriens ab 1792 zum Russischen Reich gehörte, ließen sich dort zahlreiche russische Siedler nieder, besonders in den größeren Städten. Dieser Zustrom setzte sich in der Zeit der Sowjetunion fort. Russische Siedlungsschwerpunkte sind meist die größeren Städte und Ortschaften im Süden Transnistriens, speziell Tiraspol, Bendery und Kizkany, die bereits im 19. Jahrhundert mehrheitlich von Russen bewohnt waren. Aber auch im Norden, in den Städten Dubossary und Rybniza, sind Russen zahlenmäßig stark vertreten. Unter der Landbevölkerung ist der Anteil der Russen deutlich niedriger, auch wenn es in den meisten Landesteilen mehrheitlich von Russen bewohnte Dörfer gibt. Lediglich im nördlichsten Bezirk, im Rajon Kamenka, wo Russen nur 6,9 % der Bevölkerung ausmachen, ist ihre Präsenz gering.
Wegen der dominanten Stellung der russischen Sprache und Kultur sehen viele Transnistrier nicht-russischer Herkunft „Russisch“ dennoch als Teil ihrer Identität.

#### Ukrainer

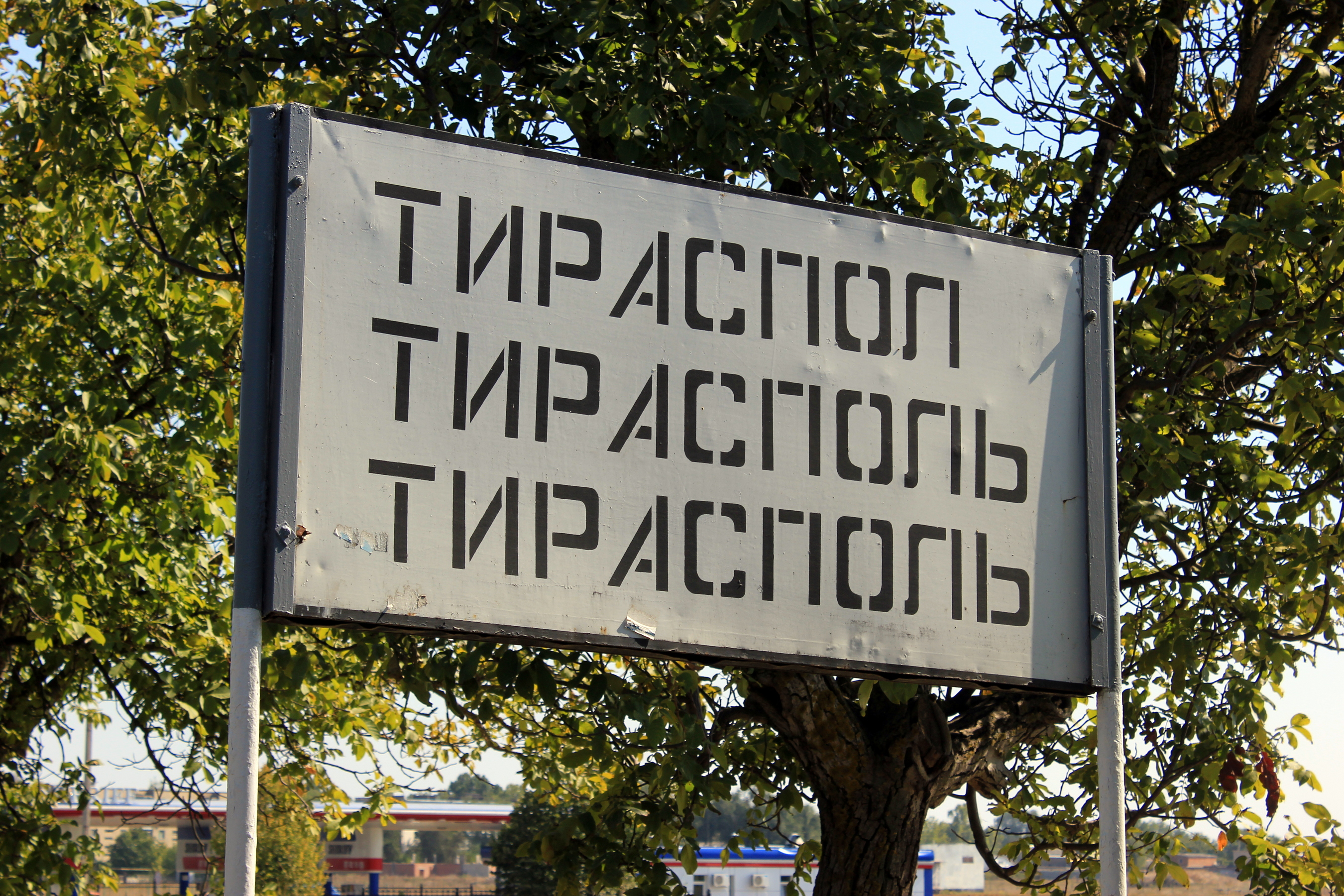
Dreisprachiges Ortsschild von Tiraspol (moldauisch, russisch, ukrainisch)

Ukrainer sind mit einem Anteil von 28,9 % die drittgrößte Volksgruppe des Landes. Sie sind in den Städten wie auch auf dem Land stark vertreten. Zu ihren Siedlungsschwerpunkten gehören besonders die Stadt Tiraspol, wo ihr Anteil bei rund 33 % liegt, wie auch der Norden Transnistriens. Im Rajon Rybniza sind Ukrainer mit 45,6 % die mit Abstand größte Bevölkerungsgruppe, im Rajon Kamenka, dem nördlichsten Bezirk des Landes, sind sie mit 42,6 % ebenfalls überdurchschnittlich stark vertreten. In beiden genannten Bezirken gibt es zahlreiche mehrheitlich von Ukrainern bewohnte Dörfer.
Viele Ukrainer in Transnistrien und Moldau sprechen inzwischen Russisch statt Ukrainisch als Muttersprache, 1979 waren dies bereits rund 37 %. Auch der Surschyk, eine russisch-ukrainische Mischsprache, ist verbreitet.

#### Minderheiten

##### Bulgaren

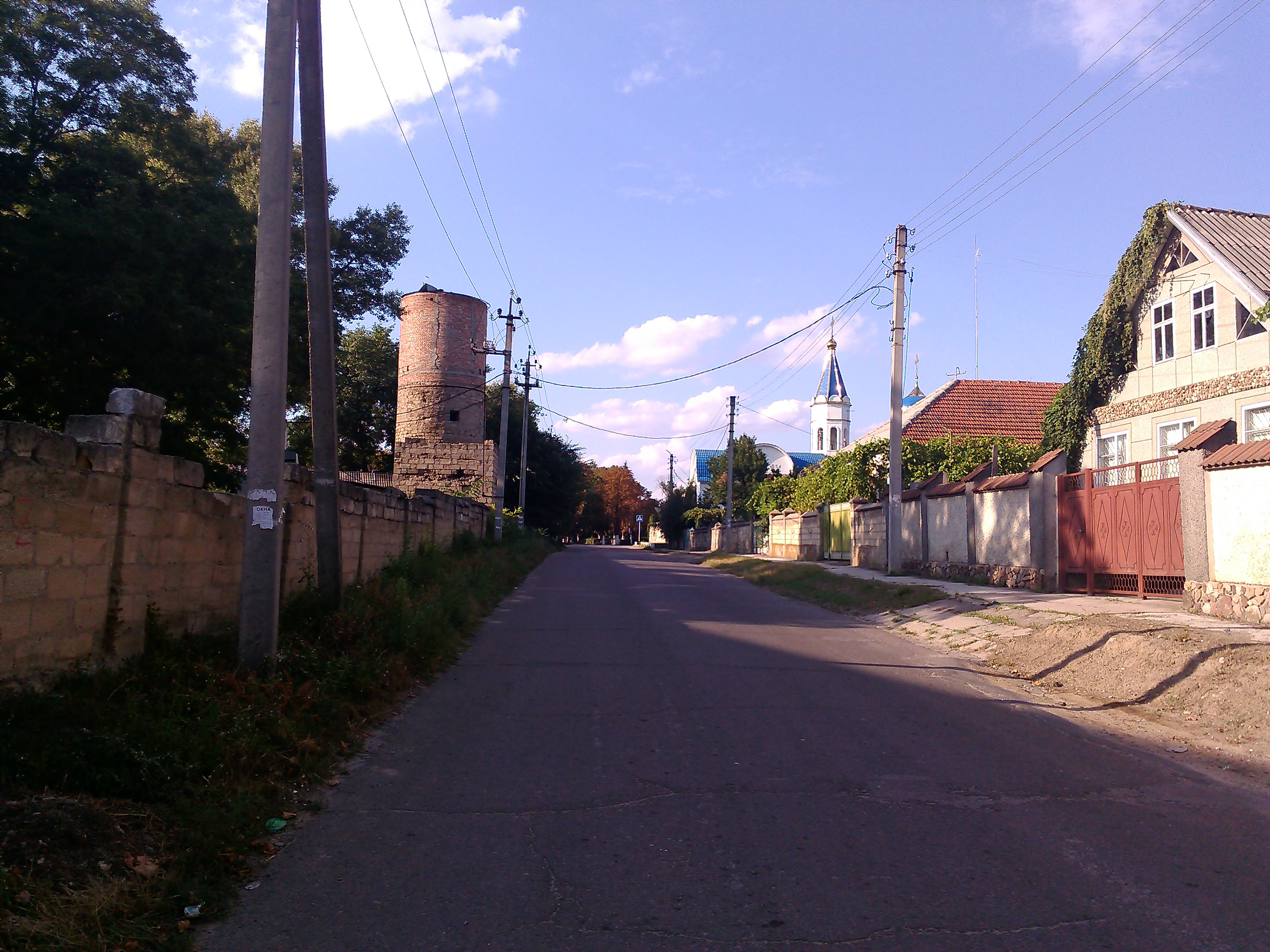
Parcani, das einzige mehrheitlich bulgarische Dorf Transnistriens

Neben den drei großen Volksgruppen leben in Transnistrien viele weitere Minderheiten, von denen die der Bulgaren mit 2,5 % der Gesamtbevölkerung (rund 14.000 Menschen) die zahlenmäßig bedeutendste ist. Das Zentrum der Bulgaren in Transnistrien bildet das Dorf Parcani, in dem eine bulgarische Bevölkerungsmehrheit lebt. An den dortigen Schulen wird Bulgarisch gelehrt, an der Universität Tiraspol existiert des Weiteren ein „Zentrum für bulgarische Kultur“.

##### Deutsche
Die transnistrische Volkszählung ergab 2004 eine Zahl von 2071 Deutschen in Transnistrien. Dabei handelt es sich zum großen Teil um Russlanddeutsche, die sich erst vor einigen Jahrzehnten dort niedergelassen hatten.
Es gab jedoch auch eine historische deutsche Minderheit in Transnistrien. Anfang des 19. Jahrhunderts gründeten deutsche Siedler aus Baden und dem Elsass drei Kolonien im heutigen Transnistrien: Glückstal (seit 1944 Glinoje), Bergdorf (seit 1944 Kolossowo) und Neudorf (seit 1944 Karmanowo). Die drei Ortschaften lagen nah beieinander und waren bis 1944 fast ausschließlich von Deutschen bewohnt. Sie liegen heute im Rajon Grigoriopol.
Bei der russischen Volkszählung aus dem Jahr 1897 gaben im Bezirk Tiraspol, zu dem die deutschen Siedlungen damals gehörten, 23.527 Menschen Deutsch als Muttersprache an. Die deutschen Siedler betrieben eigene Schulen, und es existierten mehrere deutschsprachige Kirchengemeinden. Der Zweite Weltkrieg bedeutete jedoch das Ende für die deutsche Gemeinde: 1944 floh der Großteil der Siedler entweder nach Deutschland oder wurde in andere Teile der Sowjetunion deportiert oder ermordet. Eine kleinere Zahl an Deutschen konnte jedoch bleiben oder kehrte später wieder zurück. Noch 1989 waren rund 7 % der Bevölkerung in Glinoje, dem ehemaligen Glückstal, Deutsche. Nach dem Zerfall der Sowjetunion und dem Transnistrien-Konflikt kam es zu einer erneuten Auswanderungswelle nach Deutschland, sodass in den ehemals deutschen Dörfern Transnistriens nur noch wenige, zumeist ältere Deutsche leben.

### Sprachen

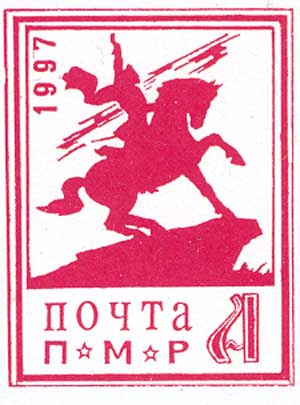
Transnistrische Briefmarke – auf Russisch bedruckt

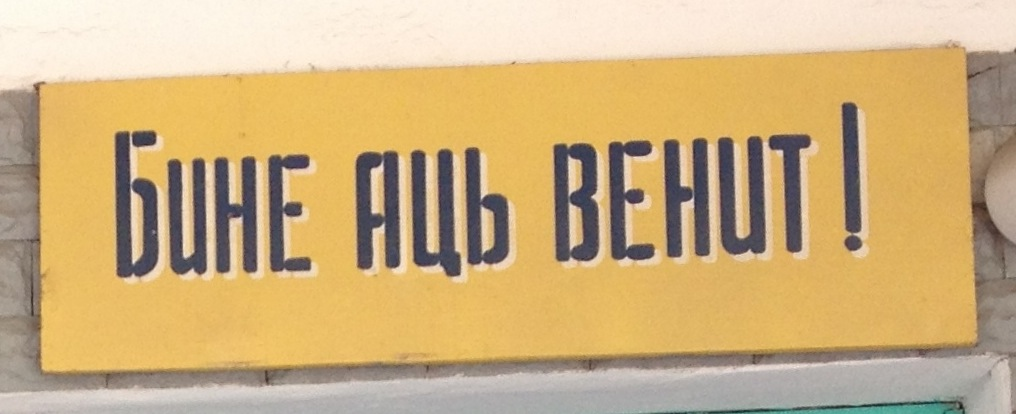
Schild auf Rumänisch in kyrillischer Schrift: „Бине аць венит!“ (Bine ați venit!) („Herzlich willkommen!“)

Gemäß der transnistrischen Verfassung gibt es drei Amtssprachen, die zumindest de jure gleichberechtigt sind: Russisch, Ukrainisch und Moldauisch.
Im Alltag ist Russisch die mit Abstand am weitesten verbreitete Sprache und dominiert im öffentlichen Leben, im Mediensektor und der Politik deutlich. Begünstigt wird die Dominanz des Russischen auch durch dessen Status als Weltsprache und das somit große Angebot an Medien wie Filmen, Büchern und Internetangeboten aus dem Ausland, insbesondere Russland. Als einzige der drei Amtssprachen wird Russisch auch fast durchgängig von allen Bevölkerungsgruppen gesprochen und verstanden; in ethnisch gemischten Gebieten dient es daher automatisch als Verkehrssprache.
Es gibt allerdings Schulen in allen drei Amtssprachen, und der staatliche Fernsehsender Perwy Pridnestrowski sendet auch Programme in ukrainischer und moldauischer Sprache. An transnistrischen Schulen muss neben Russisch mindestens eine weitere Amtssprache des Landes gelernt werden, also Moldauisch oder Ukrainisch. Während in den größeren Städten Transnistriens im Alltag hauptsächlich Russisch zu hören ist, sind Ukrainisch und Moldauisch/Rumänisch auf dem Land weit verbreitet. Auch offizielle Dokumente und Amtsgespräche können in allen drei Sprachen angefordert werden, wenngleich dies in der Praxis aber oft an mangelnden Sprachkenntnissen von Beamten scheitert.
Moldauisch ist, bis auf einige Lehnwörter aus dem Russischen, identisch mit der rumänischen Sprache, wird aber mit kyrillischen Buchstaben geschrieben. Bis 1989 war Moldauisch der Name der Amtssprache in ganz Moldau und wurde auch dort mit kyrillischer Schrift geschrieben. 1989 wurde schließlich die Rückkehr zum lateinischen Alphabet beschlossen, was in Transnistrien jedoch boykottiert wurde. Die Bezeichnung „moldauische Sprache“ wurde zunächst auch in Moldau beibehalten, erst seit 2013 wird dort die Amtssprache offiziell als Rumänisch bezeichnet. Transnistrien beharrt jedoch auf der Verwendung des kyrillischen Alphabets sowie der Bezeichnung Moldauisch. Da die Sprache nur noch in Transnistrien in kyrillischer Schrift geschrieben wird, gibt es nur ein kleines Angebot moldauisch-kyrillischer Medien, darunter die staatliche Zeitung Adevărul Nistrean.
Deutlich wird die Dominanz des Russischen auch im Bildungssystem. Laut einem Bericht des moldauischen Politikwissenschaft-Instituts Institutul de Politici Publice aus dem Jahr 2009 ist in 70,3 % der Schulen Transnistriens Russisch die alleinige Unterrichtssprache. 17,4 % der Schulen sind ausschließlich moldauischsprachig (Rumänisch in kyrillischer Schrift), 8,4 % zweisprachig Moldauisch-Russisch, in 3,1 % der Schulen wird auf Rumänisch (in lateinischer Schrift) und im restlichen 1 % auf Ukrainisch unterrichtet.
Somit wird in 28,9 % der Schulen ganz oder teilweise auf Rumänisch oder Moldauisch unterrichtet, was etwas geringer ist als der Bevölkerungsanteil der Moldauer in Transnistrien (31,9 %). Immer wieder in Konflikt mit den transnistrischen Autoritäten geraten die insgesamt sechs Schulen mit rumänischer, in lateinischer Schrift geschriebener Unterrichtssprache. Sie werden zum Teil vom moldauischen Bildungsministerium betrieben und finanziert, und ihr Lehrpersonal ist gegenüber Transnistrien meist kritisch eingestellt. In einigen Fällen wurde etwa versucht, die Schulen unter transnistrische Verwaltung zu stellen, die Verwendung des kyrillischen Alphabets zu forcieren oder als „provokant“ empfundene Zeremonien, wie das Singen der moldauischen Nationalhymne, zu unterbinden. Einen Höhepunkt erreichte der Schulkonflikt im Jahr 2004, als die transnistrische Bildungsministerin Jelena Bomeschko vier der sechs rumänischsprachigen Schulen zwangsweise schließen ließ und den betroffenen Eltern nahelegte, ihre Kinder auf moldauisch-kyrillische Schulen zu schicken. Nach scharfer Kritik Moldaus und internationaler Organisationen wie der OSZE wurde die Entscheidung zurückgenommen, und die Schulen wurden wiedereröffnet.
Nur rund ein Prozent der Schulen Transnistriens unterrichten auf Ukrainisch. Russisch gilt nach wie vor als Sprache mit dem höheren sozialen Prestige, außerdem wurden im Laufe des 20. Jahrhunderts weite Teile der transnistrischen Ukrainer sprachlich assimiliert, indem sie russischsprachig wurden, und ziehen daher auch russischsprachige Schulen für ihre Kinder vor. Auch in anderen Bereichen ist Ukrainisch die Amtssprache Transnistriens mit der schwächsten Stellung. Straßenschilder sind beispielsweise nur selten dreisprachig, aber meistens immerhin zweisprachig (Russisch und Moldauisch). Diese schwache Stellung des Ukrainischen ist mit der Geschichte der Region begründet: Im Gegensatz zu den anderen beiden Amtssprachen erreichte Ukrainisch diesen Status erst 1990 mit der De-facto-Unabhängigkeit Transnistriens. Bis dahin verfügte die Sprache über keinerlei offiziellen Status, es gab keine ukrainischsprachigen Schulen oder Schilder mit ukrainischer Beschriftung. Dagegen waren Moldauisch und Russisch auch schon zur Zeit der Sowjetunion im Schulsystem verankert. Ukrainisch war damals eine ausschließlich im privaten, informellen Rahmen verwendete Sprache; somit hat sich der Status der Sprache seit 1990 verbessert. In ländlichen Gebieten im Norden gibt es viele hauptsächlich von Ukrainern bewohnte Dörfer, in denen Ukrainisch die Alltagssprache ist. Verbreitet ist auch der Surschyk, eine Mischform aus Ukrainisch und Russisch. Transnistrien gibt die staatliche Zeitung „Homin“ in ukrainischer Sprache heraus.

### Religion

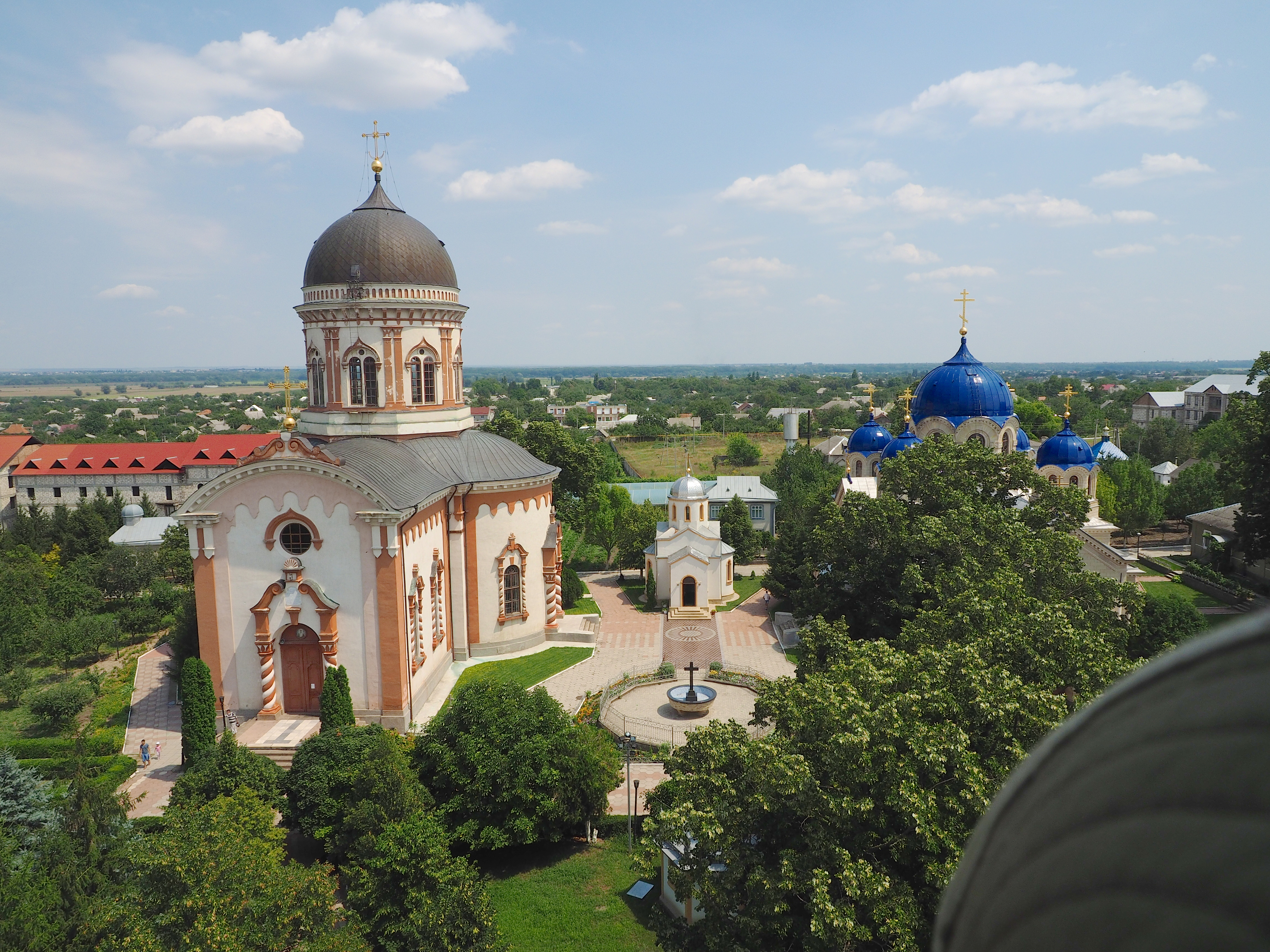
Kloster in Kizkany

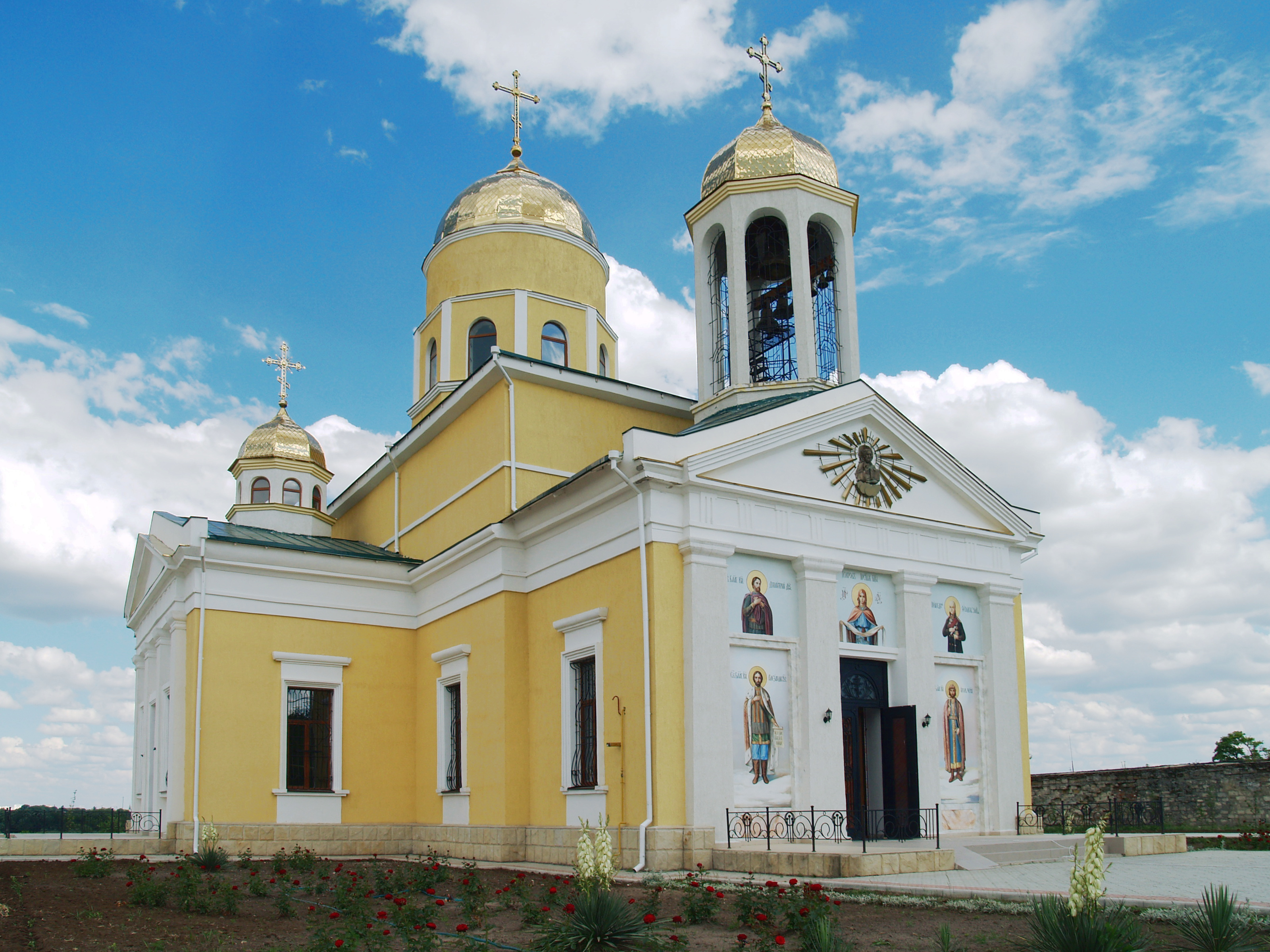
Kirche in der Festung von Bendery

Die Mehrheit der Bevölkerung bekennt sich zum orthodoxen Christentum, einigen Umfragen zufolge bezeichnen sich etwa 90 % der Bevölkerung als christlich-orthodox. Bedingt durch die antireligiöse Politik der Sowjetunion ist ein großer Teil der Bevölkerung religiös nicht praktizierend.
Es gibt auch eine katholische Minderheit, die, je nach Schätzung, bis zu 4 % der Bevölkerung umfasst. Sie ist besonders im Norden des Landes vertreten, es handelt sich häufig um Personen polnischer Abstammung. Die Katholiken Transnistriens gehören sämtlich zur Diözese Chisinau, sind aber in einem eigenen „Dekanat Transnistrien“ zusammengefasst. In Ribniza erlangte die katholische Untergrundgemeinde 1990 (noch unter Gorbatschow) ihre offizielle Anerkennung und die Überlassung eines Grundstückes, auf welchem sie die Pfarrkirche St. Josef erbaute. Wegen der starken Russifizierung der ursprünglich polnischen Katholiken besteht dort die liturgische Rarität, dass die lateinische Liturgie in russischer Sprache gefeiert wird. In Rashkov wurde die prächtige, 1749 vom polnischen Magnaten Josef Lubomirski gestiftete Barockkirche mit polnischen Hilfsgeldern renoviert. Insgesamt gibt es sechs katholische Pfarren in Transnistrien.
Die Baptisten in Transnistrien sind in 25 Ortsgemeinden mit rund 4000 Mitgliedern zusammengeschlossen. Sie bilden einen von neun Regionalverbänden in der Union der christlich-evangelischen Baptistenkirchen Moldovas (und Transnistriens).
Eine große Rolle spielte in der Vergangenheit die bedeutende jüdische Gemeinde in Transnistrien. Juden waren insbesondere in den Städten Bendery und Tiraspol stark vertreten, wo sie zeitweise mehr als ein Drittel der Bevölkerung ausmachten. Die Juden in Transnistrien wurden während der deutsch-rumänischen Besatzung durch den Holocaust größtenteils ermordet. Die Mehrheit der verbliebenen Juden wanderte nach dem Zerfall der Sowjetunion aus. Bei der transnistrischen Volkszählung 2004 gaben noch 1259 Personen „jüdisch“ als Herkunft an, was 0,23 % der Gesamtbevölkerung entspricht. Inoffizielle Schätzungen beziffern diese Zahl allerdings als etwas höher. Es gibt im Land noch vier aktive Synagogen. Der jüdische Dachverband Moldaus und Transnistriens geht davon aus, dass allein in Tiraspol und Umgebung rund 1900 Juden leben sowie weitere 400 in Rybniza. Viele Gebäude, die ehemals als Synagogen, jüdische Krankenhäuser, religiöse Geschäfte oder jüdische Schulen genutzt wurden, haben zwar den Krieg überdauert, werden aber anderweitig genutzt oder verfallen.

## Landesname
Von der transnistrischen Regierung wird die Bezeichnung „Pridnestrowien“ gegenüber dem Namen „Transnistrien“ bevorzugt und so in der deutschsprachigen Ausgabe von des staatlichen Propagandasenders Radio PMR verwendet.
Das transkribierte Endonym Pridnestrowien ist als „Land am Dnister“ zu verstehen (pri = an, bei) und bezieht sich auch explizit auf die russische Namensform (Dnestr) des Flusses Dnister (rum. Nistru, ukr. Дністер/Dnister, russ. Днестр/Dnestr). Die Bezeichnung „Transnistrien“ hingegen impliziert eine Lage „jenseits“ des Flusses. Ein weiterer Grund ist die Verwendung des Begriffs durch die Behörden während der rumänischen Besetzung des Gebiets im Zweiten Weltkrieg. Im Deutschen wird überwiegend von „Transnistrien“ gesprochen. Selten ist auch die Form „Dnestr-Republik“ anzutreffen.
In einem Erlass der transnistrischen Regierung vom 29. November 2000 wurde die Schreibweise von Land und Zentralbank in lateinischer Schrift festgelegt: Pridnestrovskaia Moldavskaia Respublika (PMR) und Pridnestrovskii Respublikanskii Bank (PRB). Es handelt sich aber nur um die russischen Namen, die moldauischen Namen werden dabei ausgeschlossen. In diesem Zusammenhang untersagt der Erlass theoretisch die weitere Verwendung der Bezeichnungen, die „Transnistrien“ enthalten. Die Abkürzung PMR für Transnistrien ist lokal sehr gebräuchlich.

## Geschichte

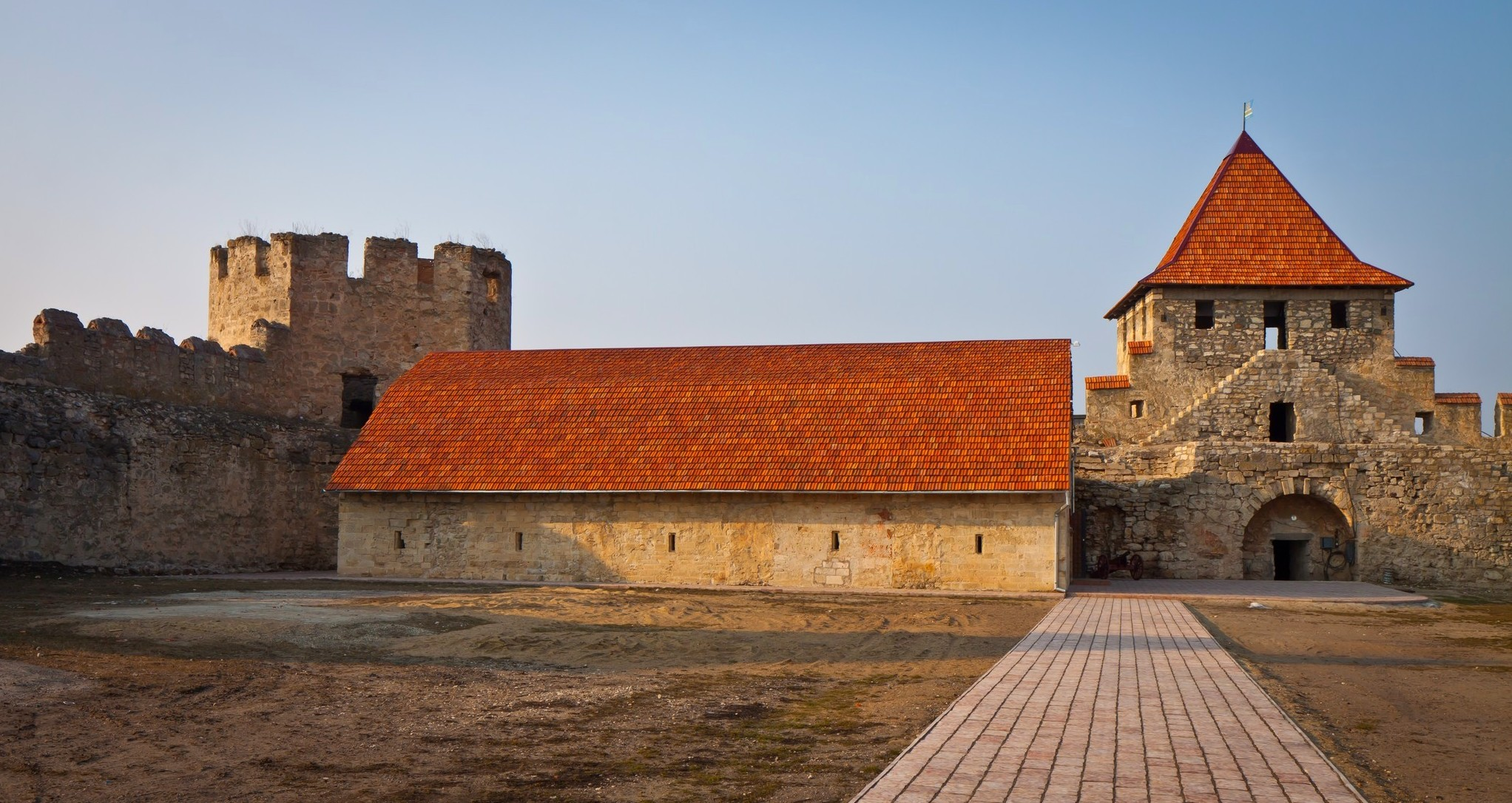
Von dem moldauischen Fürsten Stefan dem Großen und später den Osmanen erbaute Festung Tighina

Das Gebiet des heutigen Transnistriens wechselte in seiner Geschichte häufig den Besitzer, auch die Bevölkerungsstruktur veränderte sich immer wieder auf Grund der politischen Gegebenheiten.

### Von der Antike bis zur frühen Neuzeit
Im Altertum lag Transnistrien im Einflussbereich der Skythen und Daker. Im frühen Mittelalter ließen sich in der Region slawische Stämme, Kumanen und andere Volksgruppen nieder. Die Region gehörte vermutlich eine Zeit lang zur Kiewer Rus und wurde nach dem Mongolensturm im 13. Jahrhundert kurzzeitig von den Mongolen beherrscht. Teile des heutigen Transnistriens gehörten ab dem 15. Jahrhundert zu Polen-Litauen, dem Khanat der Krim und dem Kosaken-Hetmanat. Später wurde die Region westlich des Dnister Teil des rumänisch geprägten Fürstentums Moldau, einem Vasallenstaat des Osmanischen Reichs.

### Russische Eroberung Transnistriens

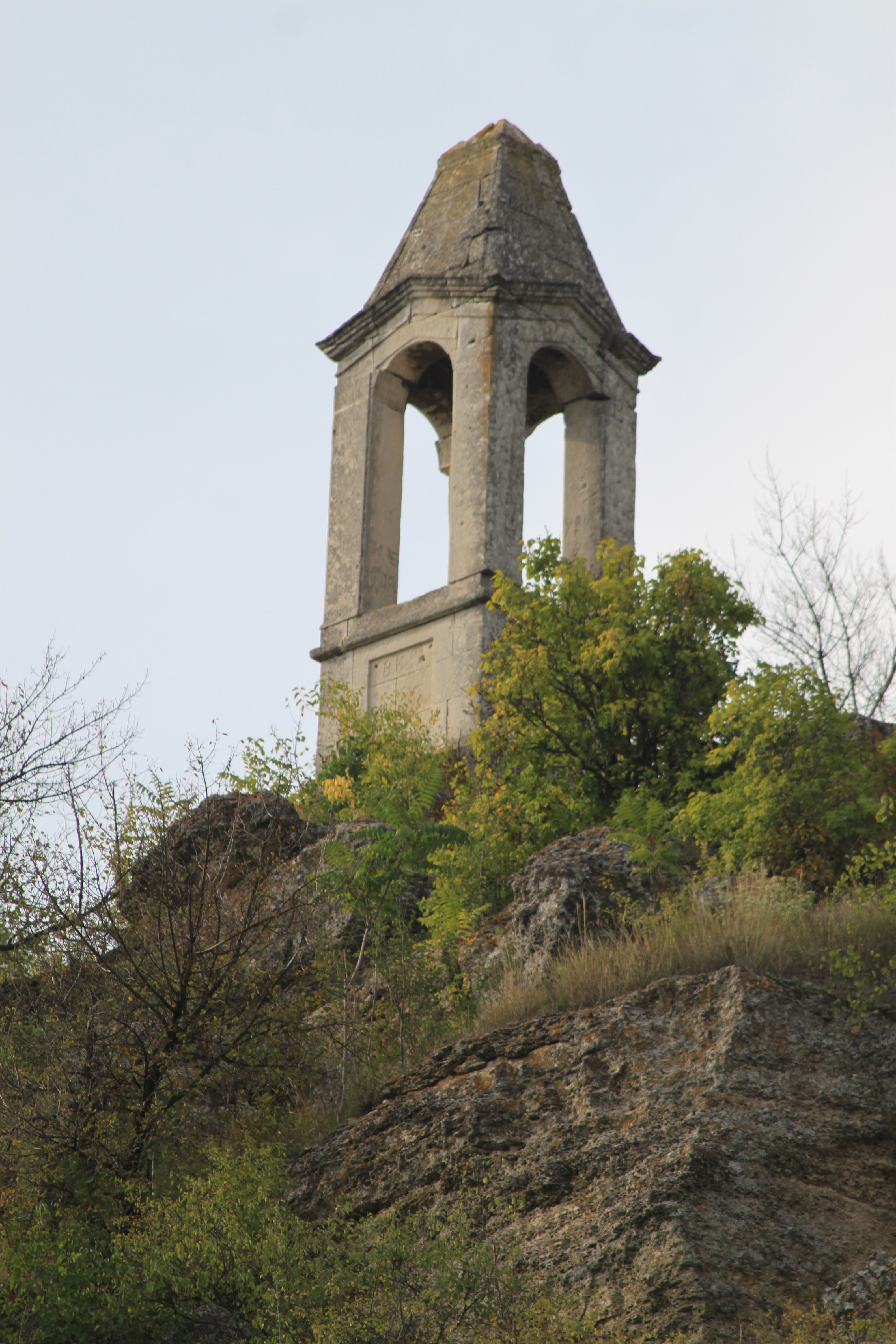
„Windturm“ bei Strojenzy aus dem 19. Jahrhundert

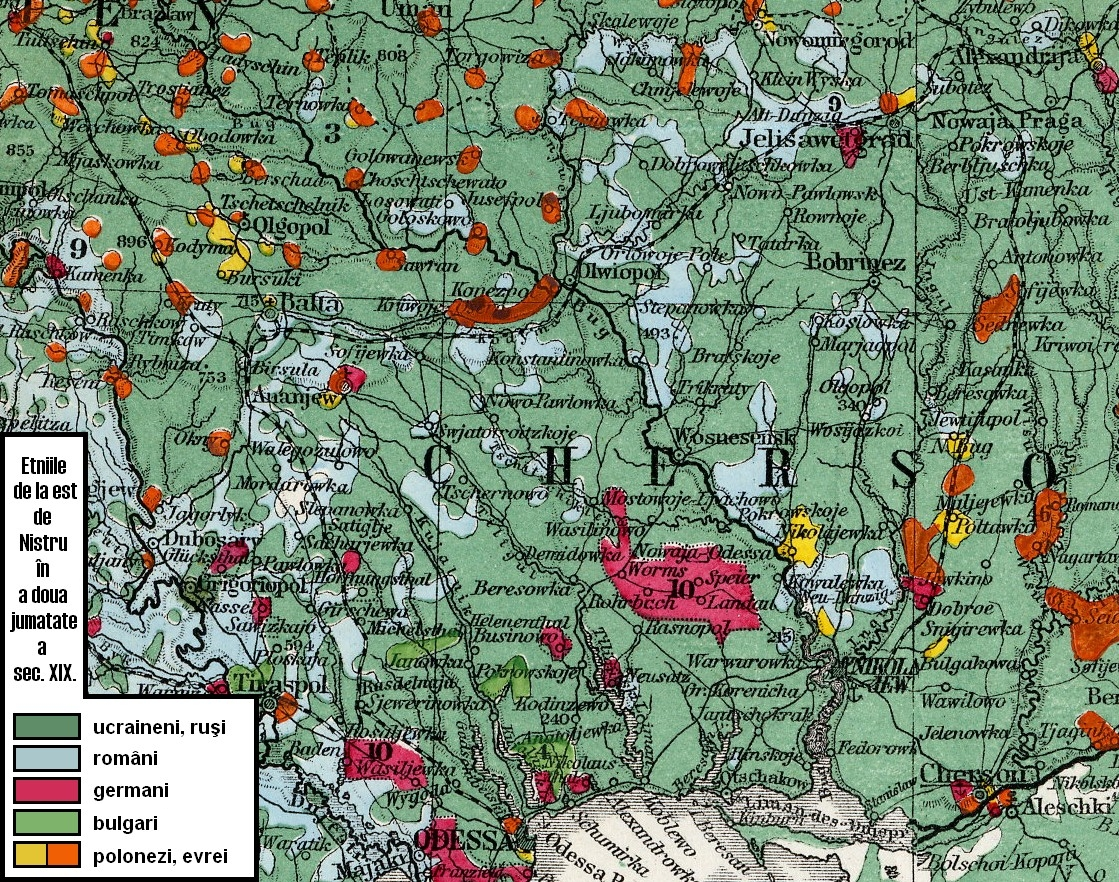
Verteilung der Ethnien im (heutigen) transnistrischen und südwestukrainischen Gebiet 1870

1792/93 konnte das Russische Reich nach dem Russisch-Österreichischen Türkenkrieg seinen Machtbereich bis zum Ostufer des Flusses Dnister ausdehnen und der Großteil des heutigen Transnistriens wurde daraufhin Teil des sogenannten Neurusslands. Zu diesem Zeitpunkt bestand die Bevölkerung in Transnistrien mehrheitlich aus Ukrainern, Rumänen und Tataren. Bald darauf wurden in der bis dahin spärlich besiedelten Region zahlreiche Kolonisten unterschiedlicher Herkunft gezielt angesiedelt, meist Russen und Ukrainer. Auch die Schwarzmeerdeutschen wanderten ab Anfang des 19. Jahrhunderts zum Teil nach Transnistrien ein, es gab mehrere von Deutschen gegründete Dörfer. Die heutige Hauptstadt des Landes, Tiraspol, wurde 1792 auf Initiative des russischen Generals Alexander Suworow als Grenzposten des Russischen Reiches gegründet. Bis 1812 konnte Russland auch die Kontrolle über Bessarabien übernehmen und besaß nun das gesamte Gebiet des heutigen Moldaus. Der Norden Transnistriens wurde dem Gouvernement Podolien, der Süden dem Gouvernement Cherson zugeordnet, dessen Grenze der Fluss Dnister bildete. Die Städte Bendery und Kizkany gehörten wiederum zum Gouvernement Bessarabien, dessen Ausdehnung größtenteils jener des heutigen Moldaus entsprach.

### Nach der Russischen Revolution

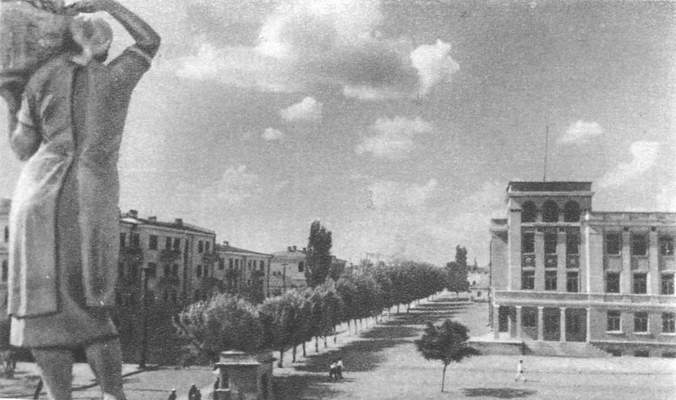
Die Hauptstadt Tiraspol 1941

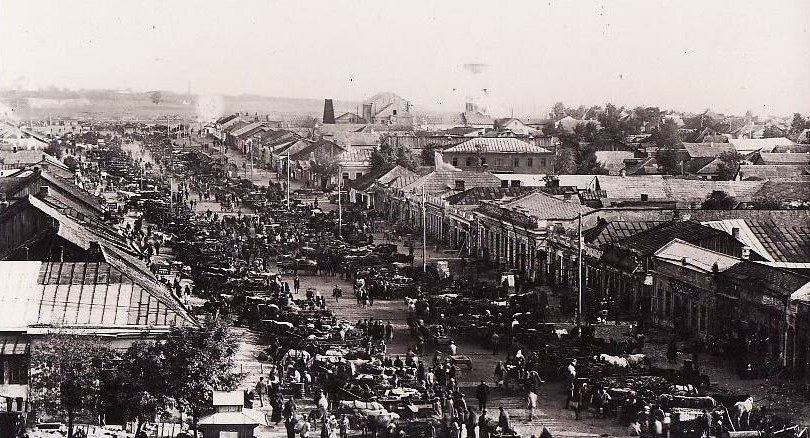
Bendery 1938

Nach dem Ende des Ersten Weltkriegs wurde das ehemalige Bessarabien an Rumänien angeschlossen. Das Gebiet östlich des Flusses Dnister, also auch fast das gesamte Gebiet des heutigen Transnistriens, wurde hingegen Bestandteil der Ukrainischen Teilrepublik innerhalb der neugegründeten Sowjetunion. Lediglich die Stadt Bendery sowie das Gebiet um Kizkany fielen, da westlich des Flusses gelegen, an Rumänien.
1924 wurde in der Sowjetunion die Moldauische Autonome Sozialistische Sowjetrepublik (MASSR) als Teilrepublik der Ukraine gegründet. Die MASSR umfasste die Gebiete rumänischsprachiger Minderheiten in der Ukraine, also auch Transnistrien. Ihre Hauptstadt war bis 1929 Balta, danach Tiraspol.
Die Einwanderung von Russen und Ukrainern in die Region setzte sich auch in der Sowjetunion fort, wodurch sich der Anteil der ethnischen Rumänen und Moldauer insbesondere in den Städten weiter verminderte. In den zu Rumänien gehörenden Regionen westlich des Dnisters war das Gegenteil der Fall; dort sank der Anteil der russischen und ukrainischen Bevölkerung stark und es setzte eine staatliche Rumänisierungspolitik ein, zusätzlich kam es zum Zuzug zahlreicher rumänischer Siedler.
Das seit 1918 zu Rumänien gehörende Bendery (damals offiziell Tighina) und dessen Umgebung ist historisch zwar ein Teil Bessarabiens; hinsichtlich sprachlicher und ethnischer Zusammensetzung stach es aber bereits zur Zwischenkriegszeit hervor. Trotz der Rumänisierungsbestrebungen blieb es eine mehrheitlich russischsprachige Stadt: 1930 standen dort etwa 15 % rumänischsprachige Bevölkerung einer Mehrheit von 52,8 % Russischsprachigen gegenüber. Auch im transnistrischen und damals rumänischen Kizkany lag der Anteil der russischsprachigen Bevölkerung mit 47,3 % weit über dem Schnitt Bessarabiens.

### Transnistrien während des Zweiten Weltkriegs

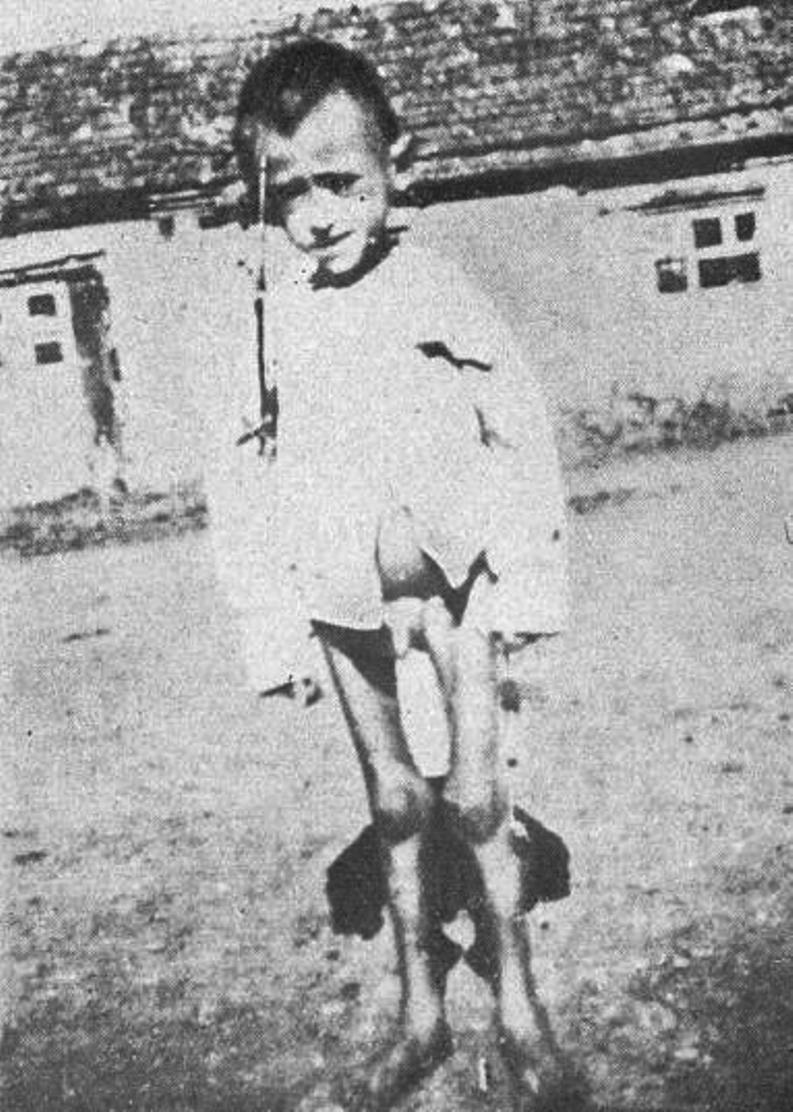
Hungerndes jüdisches Kind in Transnistrien, 1943, während der rumänischen Besatzung

1939 schlossen das nationalsozialistische Deutsche Reich und die stalinistische Sowjetunion den deutsch-sowjetischen Nichtangriffspakt und teilten damit Teile Osteuropas unter sich auf. Im Jahr 1940 annektierte die Sowjetunion das seit 1918 zu Rumänien gehörende Bessarabien. Bessarabien wurde mit Teilen der ehemaligen Moldauischen Autonomen Sozialistischen Sowjetrepublik (MASSR) zur Moldauischen Sowjetrepublik vereinigt, während die mehrheitlich von ethnischen Ukrainern bewohnten Gebiete der MASSR der Ukrainischen SSR angegliedert wurden.
Anfang August 1941 wurde Transnistrien von deutschen und verbündeten rumänischen Truppen erobert, die sich am Krieg gegen die Sowjetunion beteiligten. Von 1941 bis 1944 stand das Gebiet zwischen Dnister und Südlichem Bug unter rumänischer Herrschaft. Es wurde als Provinz Transnistrien an Rumänien angeschlossen. Das damalige rumänische Besatzungsgebiet war deutlich ausgedehnter als das heutige Transnistrien und reichte weit in die Ukraine hinein. Rumänien annektierte sogar die Städte Odessa und Mogilew-Podolski, die weit außerhalb des traditionellen rumänischen Siedlungsgebiets lagen und in denen so gut wie keine Rumänen lebten. Von den 2,33 Millionen Einwohnern im Besatzungsgebiet waren insgesamt nur 8,4 % Rumänen. Auch in den Bezirken Tiraspol, Dubăsari und Rîbnița, die im Wesentlichen das heutige Transnistrien umfassten, waren Rumänen zwar zahlenmäßig stärker vertreten, bildeten aber keine Mehrheit. Dennoch begann in dieser kurzen Zeit eine Periode der intensiven Rumänisierung.
Während der rumänischen Besatzung wurde ein Großteil der jüdischen Bevölkerung in der Region deportiert und ermordet. Es befanden sich dort Lager, in die auch Juden aus anderen Teilen Rumäniens und der Ukraine deportiert wurden; insgesamt kamen dort zwischen 250.000 und 300.000 Juden ums Leben.
Im Rahmen der Uman-Botoșani-Offensive gelang es der Roten Armee im März und April 1944, die gesamte Dnister-Region einschließlich des heutigen Transnistriens zurückzuerobern. In den ersten Jahren nach dem Zweiten Weltkrieg kam es zu Deportationen von Tausenden Personen. Alle Personen, die als Kollaborateure der deutschen und rumänischen Besatzer galten, ebenso wie „moldauisch-rumänische Nationalisten“ wurden mit ihren Familien nach Sibirien oder Zentralasien zwangsumgesiedelt.

### Erneute Zugehörigkeit zur Sowjetunion

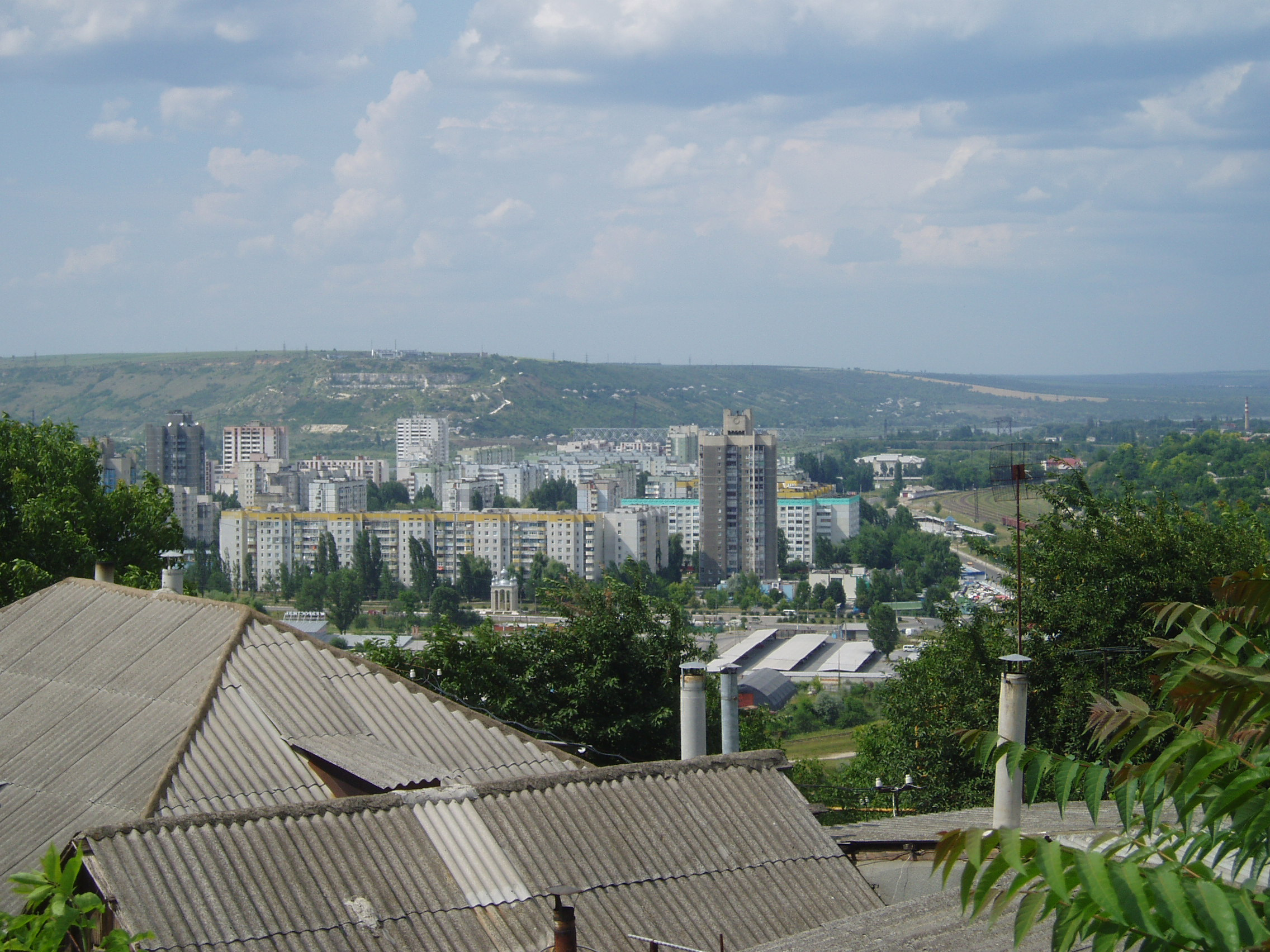
Große Plattenbau-Siedlung in Rîbnița

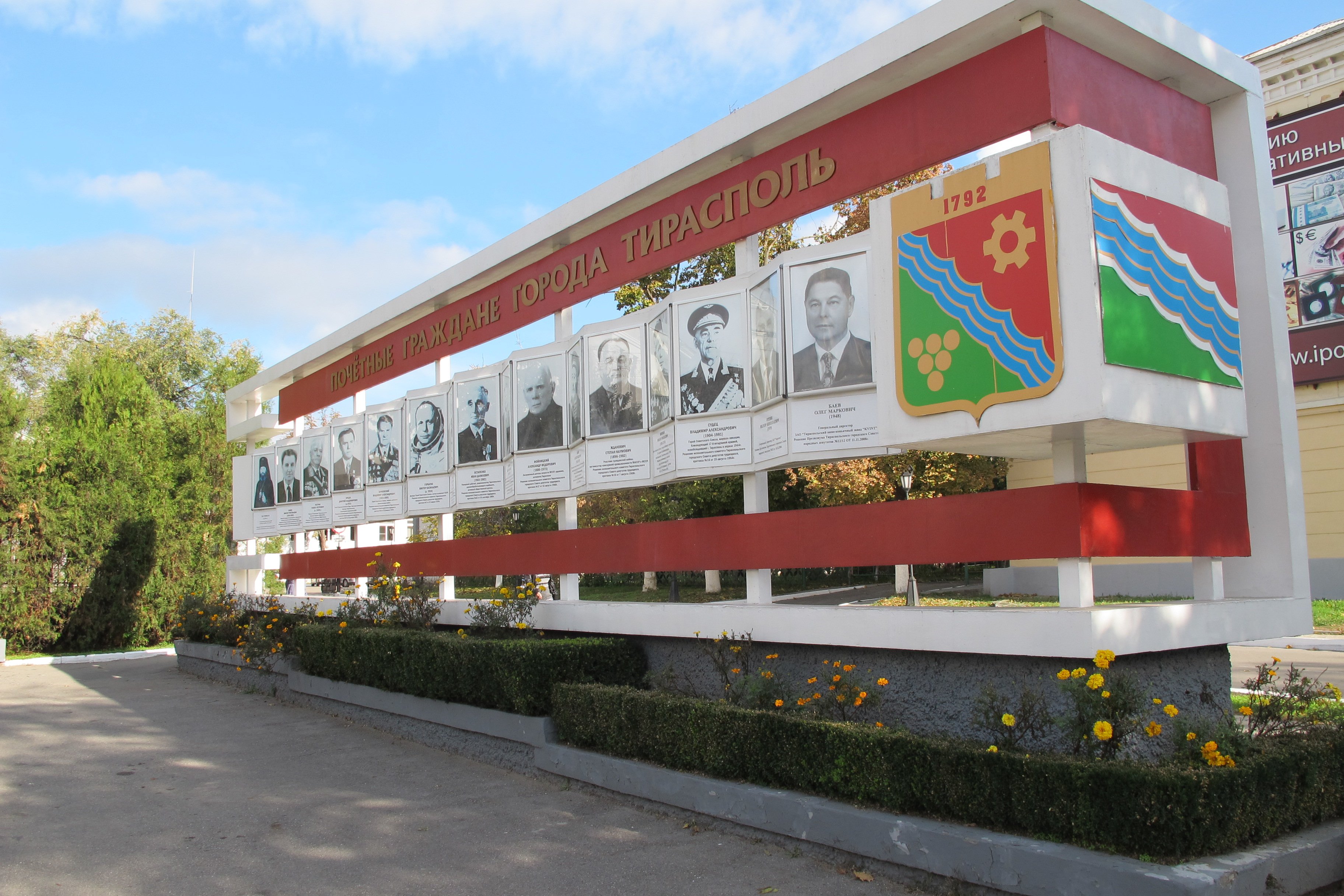
Helden-Denkmal in Tiraspol (2012)

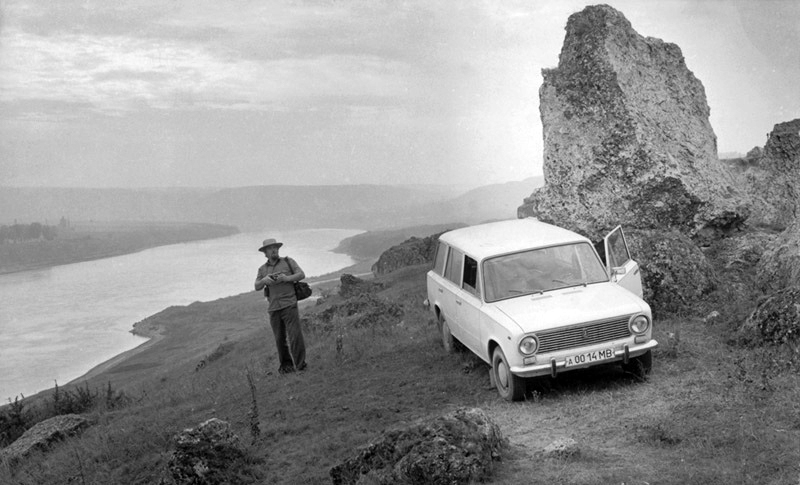
Sowjetisches Transnistrien, 1980er Jahre

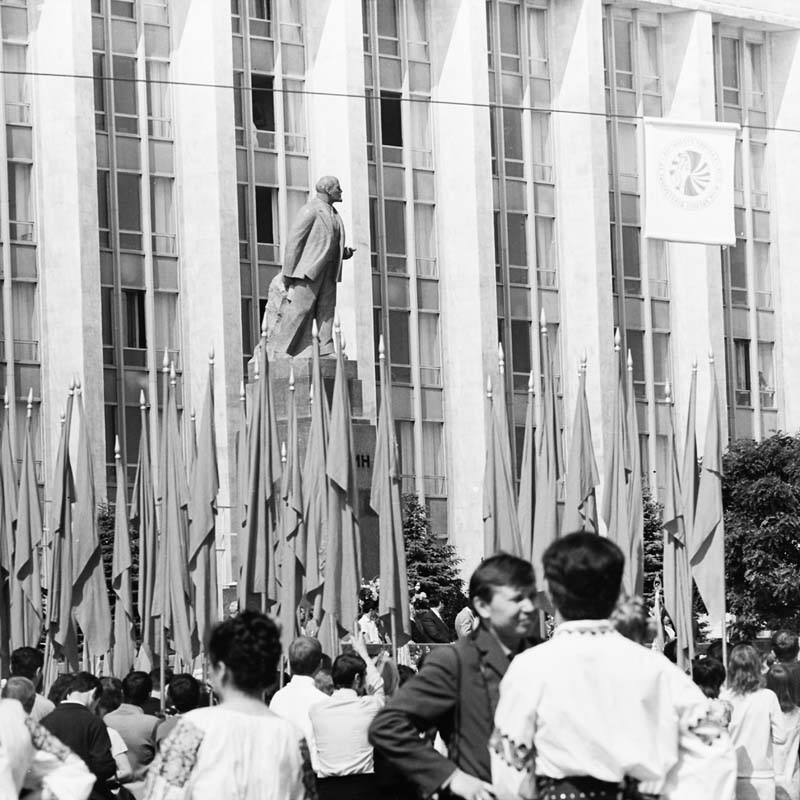
Transnistrien war eine der am stärksten durch die Sowjetunion geprägten Regionen

Nach dem Ende des Zweiten Weltkriegs wurde das rumänische Besatzungsgebiet aufgelöst und die Grenzen von 1940 wurden wiederhergestellt. Transnistrien gehörte als Teil der Moldauischen Sowjetrepublik nun wieder zur Sowjetunion. Einen Sonderstatus für Transnistrien oder auch nur eine Verwaltungseinheit, die diesen Namen trug, gab es bis 1989 nicht. Diese Bezeichnungen, ebenso wie die bestehenden Grenzen, wurden erst ab Ende der 1980er Jahre wieder verwendet oder neu definiert, als sich in Moldau größere innenpolitische Spannungen zeigten.
In der moldauischen Sowjetrepublik waren sowohl Russisch als auch Moldauisch (Rumänisch) Amtssprachen. Transnistrien entwickelte sich während der Zugehörigkeit zur Sowjetunion zu einem bedeutenden Industriestandort und war das wirtschaftliche Rückgrat Moldaus. Es setzte ein starkes Bevölkerungswachstum ein, das besonders die Städte betraf und eng mit der wirtschaftlichen Entwicklung zusammenhing. In vielen, auch kleineren Städten verdoppelte sich die Einwohnerzahl innerhalb von kaum mehr als einem Jahrzehnt. Um diesen Anstieg zu bewältigen, entstanden häufig große Wohnviertel mit Plattenbauten.
In Transnistrien lebten 1989 etwa 15 % der Bevölkerung der Sowjetrepublik Moldau, jedoch wurden dort etwa 40 % des Bruttoinlandsproduktes erwirtschaftet und 90 % der elektrischen Energie erzeugt. Der Anteil ethnischer Moldauer lag dort unter 40 %, während Ukrainer, Russen und andere Minderheiten in Transnistrien 1989 zusammen über 60 % der Bevölkerung ausmachten. Der Anteil der bevorzugt russischsprachigen Bevölkerung war noch höher. Ein signifikanter Prozentsatz der dort lebenden Moldauer war im Zuge einer schon seit Ende des 18. Jahrhunderts anhaltenden, schleichenden Russifizierung ebenfalls russischsprachig. Transnistrien unterschied sich also nicht nur hinsichtlich wirtschaftlicher und sozialer Faktoren vom Rest Moldaus, sondern insbesondere auch in Bezug auf ethnische und sprachliche Zusammensetzung seiner Bevölkerung. Es gehörte zu den Regionen des Landes, die am stärksten politisch und kulturell durch die Sowjetunion geprägt wurden und in denen die Zustimmung zu deren Politik am höchsten war.
In Transnistrien ließen sich Menschen aus allen Teilen der Sowjetunion nieder. Die New York Times beschrieb dies als sowjetische „Version des amerikanischen Schmelztiegels“ und befand, dass es „Orte wie dieser waren, an denen der homo sovieticus entstand“. Mit dem Zerfall der Sowjetunion sei die ehemalige Vorreiter-Region plötzlich zu einem Relikt der Vergangenheit geworden.

### Transnistrien-Konflikt

#### Ausgangssituation

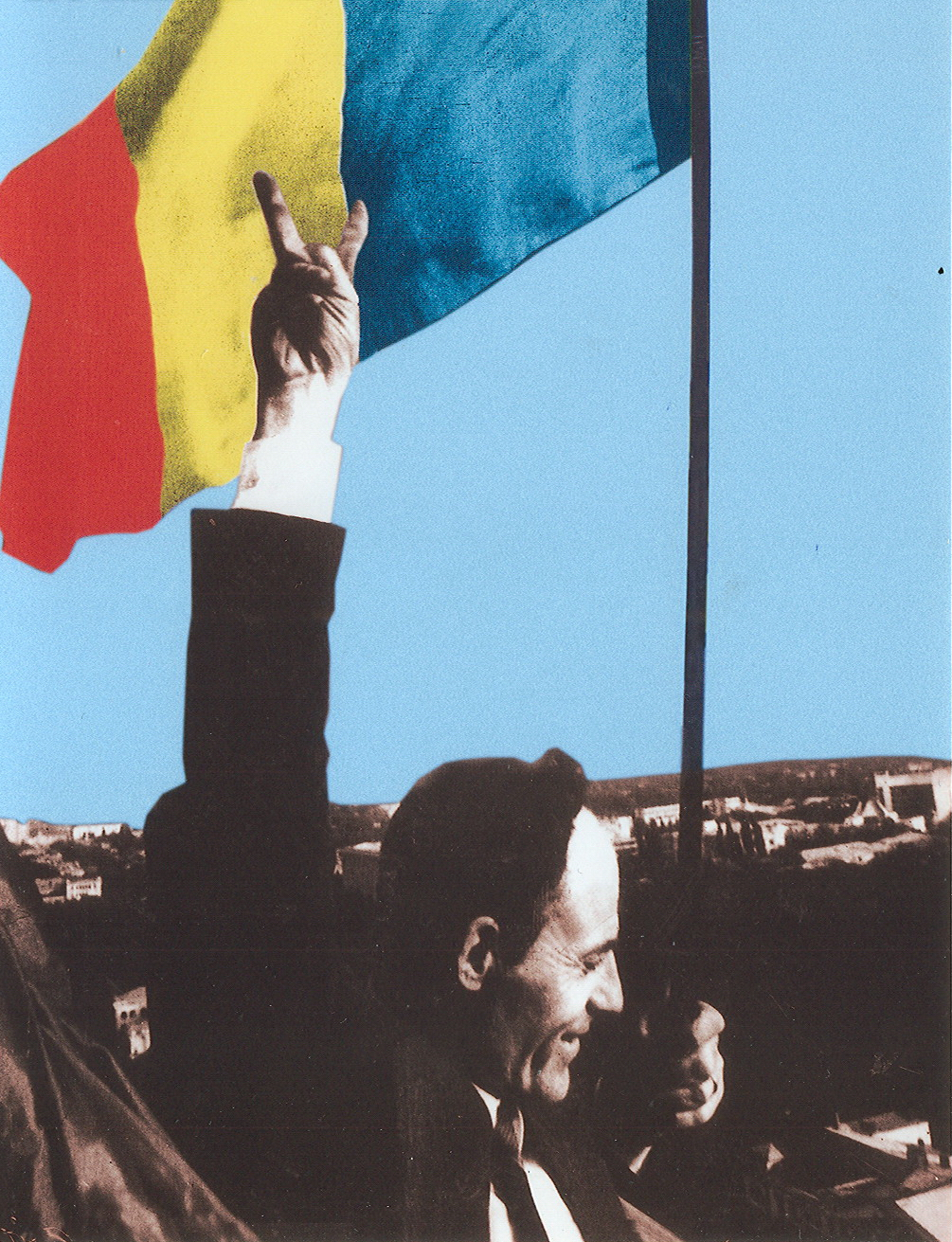
Die moldauische Nationalbewegung stieß in Transnistrien überwiegend auf Ablehnung, nur im mehrheitlich moldauisch bewohnten Zentralteil um Dubăsari fand sie etliche Anhänger.

Seit Mitte der 1980er Jahre kam es, begünstigt durch die Perestroika-Politik Michail Gorbatschows, zu einem Anstieg nationalistischer Tendenzen in der gesamten Sowjetunion, die immer stärkere Zerfallserscheinungen zeigte. In Moldau entstand eine sich an Rumänien orientierende Nationalbewegung, die sich insbesondere gegen die Zugehörigkeit zur Sowjetunion und die als übermächtig empfundene und staatlich geförderte Stellung der russischen Sprache richtete.
Eine besonders wichtige Rolle spielte hier die Partei Frontul Popular din Moldova (Volksfront Moldaus). Sie wurde ursprünglich von jungen Intellektuellen und Reformern gegründet, die Demokratie, Selbstbestimmung und Perestroika forderten. Anfangs zog sie sogar Angehörige der ethnischen Minderheiten, etwa Gagausen und Russen an. Die Partei wandte sich jedoch immer stärker dem rumänisch-moldauischen Nationalismus zu, bestand bald fast nur noch aus ethnischen Moldauern und galt schließlich als chauvinistisch und nationalistisch. In mehrheitlich russisch- und ukrainischsprachigen Gebieten fand sie nur sehr wenige Anhänger.
Nach Wahlen in Moldau kam die Frontul Popular din Moldova an die Regierung, die zu diesem Zeitpunkt ultranationalistische Positionen vertrat und sich insbesondere gegen russischsprachige Bevölkerungsgruppen, Gagausen und andere Minderheiten richtete. Schon 1989 wurde daraufhin in der Moldauischen Sowjetrepublik Russisch als Amtssprache abgeschafft und Moldauisch zur einzigen offiziellen Sprache erklärt. Zudem wurde beschlossen, Moldauisch (Rumänisch) zukünftig auf das lateinische Alphabet umzustellen. Moldau erklärte schließlich 1990 die Souveränität des Landes und begann mit der Rumänisierung des öffentlichen Lebens. Die Abschaffung des Russischen als Amtssprache führte zu großen Protesten besonders im Ost- und Nordteil des Landes, wo es die Sprache der Mehrheit der Bevölkerung war. In der Folgezeit kam es immer häufiger zur Diskriminierung von Minderheiten in Moldau. Personen nicht-moldauischer Herkunft wurden innerhalb weniger Monate aus fast allen größeren kulturellen Institutionen verdrängt. In Transnistrien und der Region Gagausien bildeten sich Bürgerrechtsgruppen, die eine Wiedereinführung des Russischen als Amtssprache und eine regionale Autonomie forderten. Die Regierung der Moldauischen SSR ließ entsprechende Bewegungen verbieten. Kommunistische Hardliner, Unterstützer eines Verbleibs bei der Sowjetunion als auch fast alle Vertreter der ethnischen Minderheiten versuchten fortan eine gemeinsame Opposition zu bilden.
Die Spannungen zwischen den Ethnien nahmen in ganz Moldau weiter dramatisch zu. Teile der nationalistischen Frontul Popular forderten offen die Ausweisung zugewanderter Russen und anderer Minderheiten. Die moldauische Führung um Mircea Ion Snegur diskutierte zudem öffentlich ihr Ziel einer Vereinigung mit Rumänien. Die Situation spitzte sich weiter zu, als ein pro-russischer Demonstrant von militanten moldauischen Nationalisten getötet wurde.
Die vorwiegend Russisch sprechenden Bevölkerungsgruppen (Russen, Ukrainer, russischsprachige Moldauer und andere) sahen ihre Rechte durch die neue nationalistische Politik Moldaus als massiv bedroht an. In Gesamtmoldau war die russophone Bevölkerung zwar nur eine Minderheit, konzentrierte sich jedoch meist auf einige Zentren, in denen sie häufig die Mehrheit darstellte. Dies betraf speziell Gagausien, die Stadt Bălți im Norden, die Region um Taraclia im Süden und insbesondere Transnistrien, das sich bald zu einem Brennpunkt entwickelte. Die Stadtverwaltungen von Tiraspol, Bendery und Rybniza weigerten sich offen, das neue Sprachgesetz zu akzeptieren.
Als dominierender Faktor für die ablehnende Haltung gegenüber der vermeintlichen Annäherung an Rumänien galt damals die Identifikation mit der russischen Sprache und der Sowjetunion. So waren russischsprachige ethnische Moldauer in führenden Positionen der transnistrischen Regierung vertreten.
In Transnistrien stellte sich der Fabrikdirektor Igor Smirnow an die Spitze einer Unabhängigkeitsbewegung. Smirnow besaß großen Einfluss auf die Arbeiterschaft in der Region und gründete schließlich eine eigene transnistrische Organisation, den Vereinigten Rat der Arbeitskollektive. Er war erst 1987 aus der Ukrainischen SSR nach Tiraspol gezogen und ein hochrangiges Mitglied der kommunistischen Partei.
Zu diesem Zeitpunkt wurden erstmals die Grenzen des heutigen Transnistriens festgelegt, zunächst noch als Basis für eine geplante autonome Region. Der Fluss Dnister sollte die Grenze Transnistriens zu Moldau bilden, jedoch wurden auch wenige Gebiete westlich des Dnister gefordert, in denen es meist eine russischsprachige Mehrheit gab. Zum einen waren dies die Großstadt Bendery sowie deren Vororte Giska, Protjagailowka und Warniza, zum anderen ein größeres Gebiet mit den Ortschaften Kizkany, Kopanka, Krementschuk, Mereneschty und Sagornoje. Die Schaffung eines autonomen oder gar unabhängigen Transnistriens blieb jedoch zunächst nur eine von vielen Forderungen politischer Aktivisten; die Wiedereinführung des Russischen als Amtssprache genoss innerhalb der pro-russischen Protestbewegung zunächst höhere Priorität. Erst als sich der Zerfall der Sowjetunion endgültig abzeichnete, wurde die Abspaltung von Moldau eines ihrer Kernthemen.

#### Eskalation der Lage

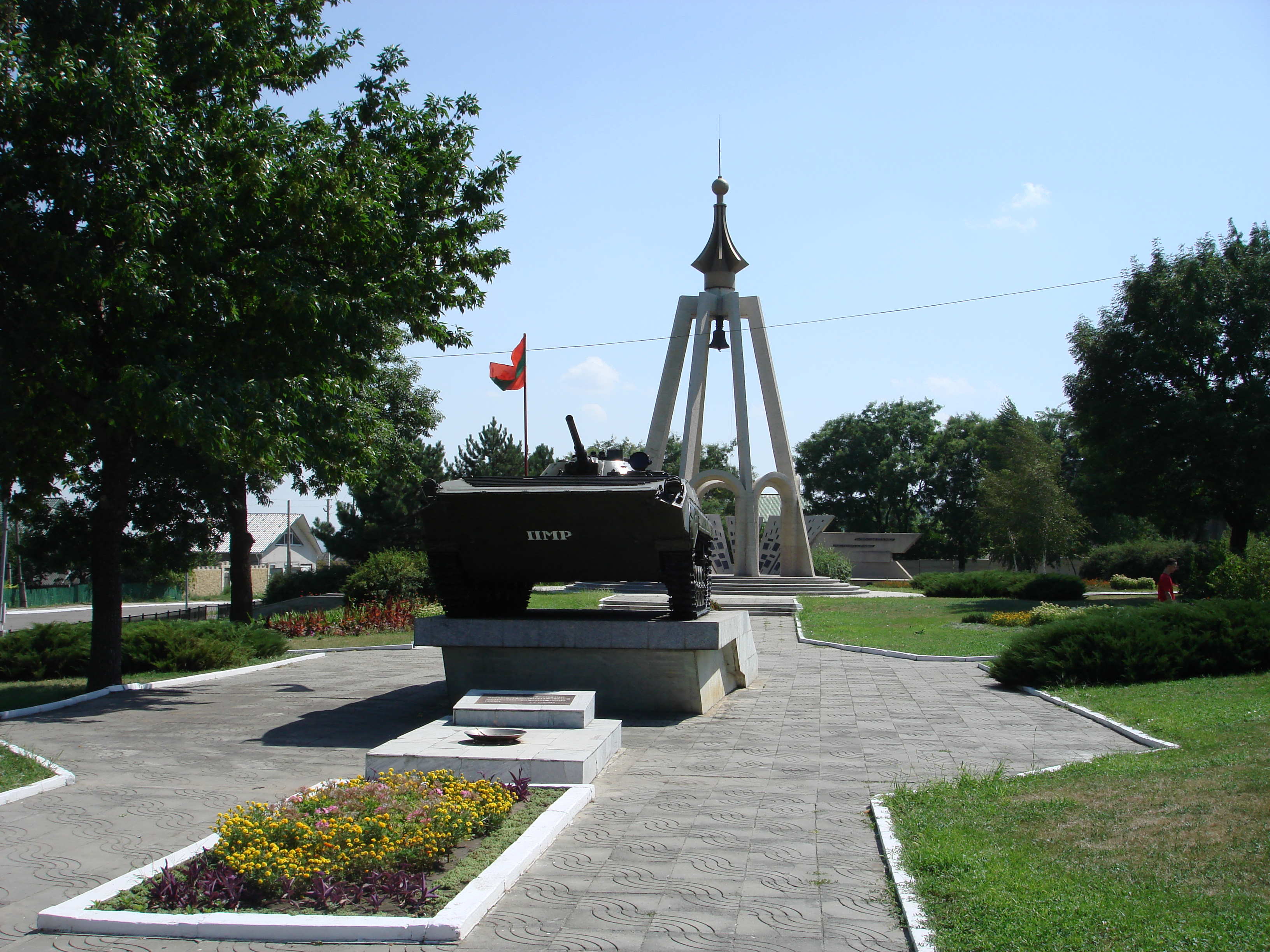
Heutiges Kriegsdenkmal in Bendery

Bei Wahlen 1990 konnte Smirnow mit seiner Partei in Transnistrien einen deutlichen Sieg einfahren und zog auch in das moldauische Parlament ein. Zu seinen wichtigsten Forderungen gehörten die Wiedereinführung des Russischen als Amtssprache sowie ein Verbleib Moldaus innerhalb der Sowjetunion. Im moldauischen Parlament besaß seine Partei jedoch nicht genügend Einfluss, um diese Forderungen durchzusetzen. Wenig später verließen alle Abgeordneten des „Vereinigten Rats der Arbeitskollektive“ das moldauische Parlament und flohen nach Transnistrien. Zuvor waren russischstämmige Parlamentsmitglieder von nationalistischen Demonstranten in Chișinău angegriffen worden, während die Polizei tatenlos zusah. In Transnistrien wurden die Forderungen nach einer Abspaltung des Landesteils unterdessen immer lauter.
Schrittweise übernahmen dort Aktivisten der Smirnow-Fraktion die Kontrolle, während Moldau die Situation immer weiter entglitt. Ende 1990 wurden in Dubossary bei einer Demonstration für die Unabhängigkeit Transnistriens drei jugendliche Demonstranten durch die moldauische Polizei getötet sowie 16 weitere verletzt. Sie waren die ersten Todesopfer des Konflikts, die Ereignisse trugen massiv zur weiteren Eskalation bei. Die transnistrische Führung organisierte schließlich eine Volksabstimmung, bei der 1990 eine Mehrheit von über 90 % der Wähler für eine Loslösung von Moldau stimmte.
Am 2. September 1990 erklärte Transnistrien als Transnistrische Moldauische Sozialistische Sowjetrepublik (PMSSR) die Unabhängigkeit von Moldau und verfolgte zunächst das Ziel, als eigenständige Sowjetrepublik innerhalb der Sowjetunion anerkannt zu werden. Auch Gagausien versuchte sich angesichts der politischen Entwicklung von Moldau abzuspalten und bemühte sich ebenfalls um die Anerkennung als eigene Sowjetrepublik. In anderen russlandfreundlichen Regionen Moldaus kam es zwar zu größeren Protesten, jedoch zu keiner Abspaltung.
Nach dem gescheiterten Augustputsch 1991 war der Zerfall der Sowjetunion nicht mehr aufzuhalten; Moldau erklärte noch im August 1991 als Republik Moldau seine endgültige Unabhängigkeit. Die moldauische Führung setzte offen ihre nationalistische Politik fort und versuchte, den Anschluss Moldaus an Rumänien auch in der Praxis umzusetzen.
Auch in Transnistrien, das den Putsch zur Erhaltung der Union unterstützt hatte, wurde 1991 die vollständige Unabhängigkeit ausgerufen; Ziel war nun der Aufbau eines eigenen Staates, jeglicher Verbleib bei Moldau wurde abgelehnt.
Noch 1991 fand die erste Präsidentschaftswahl in Transnistrien statt, in der sich Igor Smirnow mit 65,1 % gegen den Zweitplatzierten Grigori Marakuza (31 %) durchsetze. Smirnow wurde erster Präsident Transnistriens, Marakuza trat kurze Zeit später der Fraktion Smirnows bei und war bis 2005 Parlamentssprecher.
Moldau akzeptierte die einseitige Abspaltung Transnistriens jedoch nicht und betrachtete Transnistrien weiterhin als Teil seines Territoriums. Moldau begann mit dem Aufbau einer eigenen Armee und beabsichtigte die Region mit einem Militäreinsatz zurückzuerobern. Es erhielt unter anderem Waffen und Unterstützung von Rumänien. Auch Transnistrien begann mit dem Aufbau eigener Milizen.

#### Kampfhandlungen

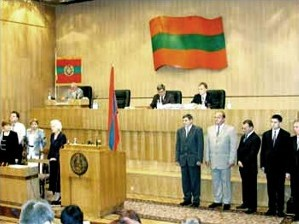
Transnistrisches Parlament

Am 1. März 1992 begann die moldauische Offensive gegen Transnistrien. Auf moldauischer Seite kämpften zahlreiche rumänische Freiwillige, während Transnistrien Unterstützung von russischen und zum Teil ukrainischen Freiwilligen und Kosaken erhielt. Die Stärke der moldauischen Armee betrug Mitte 1992 bis zu 30.000 Mann, denen rund 12.000 transnistrische Milizionäre gegenüberstanden.
Das Gebiet, das von Transnistrien kontrolliert oder beansprucht wurde, lag bis auf wenige Ausnahmen östlich des Dnisters und war daher relativ gut zu verteidigen.
Moldau begann seine Offensive in der Nähe der Bezirkshauptstadt Dubossary, wo sich auch einer der wichtigsten Flussübergänge befand. Zwar konnte Dubossary selbst nicht eingenommen werden, die moldauischen Truppen eroberten allerdings mehrere Vororte der Stadt, darunter Cocieri, sowie einige weitere Dörfer. Nach diesen anfänglichen Fortschritten kam die moldauische Armee in diesem Gebiet wegen des starken transnistrischen Widerstands nicht mehr voran und erzielte dort bis zum Ende des Konflikts auch keine weiteren Erfolge mehr. Ebenso zeichnete sich trotz anhaltender Kämpfe an anderen Fronten eine Pattsituation ab.
Als im Juni 1992 ein Waffenstillstand kurz vor dem Abschluss stand, begann die moldauische Armee am 19. Juni unerwartet eine neue Offensive auf die Stadt Bendery. Bendery war die damals viertgrößte Stadt Moldaus und mehrheitlich von Russen und Ukrainern bewohnt. Im Gegensatz zu fast allen anderen von Transnistrien kontrollierten Orten lag es aber am westlichen Ufer des Dnisters, sodass Moldau es von mehreren Seiten angreifen konnte. Es kam zu schweren Gefechten, in deren Folge die moldauische Armee Bendery einnehmen konnte. Laut der Menschenrechtsorganisation Memorial soll die moldauische Armee dabei auch auf Wohnhäuser geschossen haben, ebenso wie auf Zivilisten, die versuchten, verletzten transnistrischen Kämpfern zu helfen. In Transnistrien wird daran als „Tragödie von Bendery“ erinnert und es gibt ein eigenes Museum, das dem Gedenken an diese Ereignisse gewidmet ist. Über die Opferzahlen des Angriffs auf die Stadt gibt es unterschiedliche Angaben. Memorial nannte 77 Tote und 532 Verletzte. Der transnistrische Präsident Igor Smirnow gab 342 Tote und 672 Verletzte an, eine andere Quelle sprach sogar von 489 Toten und mehr als 1200 Verletzten. Eine moldauische Zeitung berichtete von 109 toten Zivilisten und mehreren hundert gefallenen Kämpfern auf beiden Seiten. Von den damals knapp 140.000 Einwohnern flohen kurzzeitig fast 100.000 aus der Stadt, konnten sehr bald aber wieder zurückkehren.
Wenig später gelang es transnistrischen Einheiten, Bendery wieder zurückzuerobern und bis zum Ende des Krieges zu halten. Danach gelang es keiner Seite mehr, signifikante Fortschritte zu erzielen.
Die kriegerischen Auseinandersetzungen endeten offiziell erst am 25. Juli 1992 endgültig. Unter Vermittlung Russlands und dessen in Transnistrien stationierter 14. Armee unter General Alexander Lebed wurden die Konfliktparteien schließlich getrennt und schlossen einen dauerhaften Waffenstillstand ab, dessen Einhaltung durch eine aus russischen, moldauischen und transnistrischen Soldaten sowie ukrainischen Beobachtern bestehende Friedenstruppe überwacht wird.
Nach Angaben des Uppsala Conflict Data Program wurden während der bewaffneten Phase des Konflikts 1991–1992 insgesamt 585 Menschen bei Kampfhandlungen getötet, die meisten von ihnen bei den Kämpfen zwischen Bender und Tiraspol.
Transnistrien konnte seine Ziele weitgehend erreichen, während Moldau durch den Konflikt endgültig die Kontrolle über die Region verlor. Transnistrien war nun de facto unabhängig und kontrollierte den Großteil des von ihm beanspruchten Territoriums. Lediglich in der Nähe von Dubossary war es Moldau gelungen, einige mehrheitlich von ethnischen Moldauern bewohnte Dörfer wieder einzunehmen, die im moldauischen Rajon Dubăsari liegen. Außerdem fielen mit Varnița, einem Vorort von Bendery, ebenso wie mit der ethnisch gemischten Ortschaft Copanca zwei weiter südlich gelegene Siedlungen an Moldau. Der Grenzverlauf ist an einigen Punkten bisher nicht exakt geklärt, sodass es immer wieder zu Spannungen und gegenseitigen Provokationen kommt.
Der moldauische Außenminister Nicolae Tîu vertrat in der UN-Vollversammlung vom 8. Oktober 1993 den Standpunkt, dass der Transnistrien-Konflikt „von der Russischen Föderation zum Vorwand genommen werde, um die fortdauernde Präsenz ihrer Streitkräfte auf dem Territorium unseres Landes zu rechtfertigen. Die Präsenz der 14. Gardearmee sei das Haupthindernis für die Lösung des Konflikts“. In Transnistrien dagegen wurde auf der Stationierung beharrt und die Zustimmung zu deren Präsenz wurde im Rahmen einer Volksabstimmung 1995 bestätigt.
Moldau akzeptiert die Abspaltung Transnistriens nicht und bemüht sich um die Wiedereingliederung Transnistriens. Beide Seiten halten sich jedoch seit Ende des Konflikts an den Waffenstillstand und haben den Status quo weitgehend akzeptiert. Zwischen Transnistrien und Moldau kommt es immer wieder zu Verhandlungen über eine endgültige Lösung des Konflikts, die bislang jedoch stets erfolglos verlaufen sind. Für die Bevölkerung ist das Leben seitdem zur Normalität zurückgekehrt. So wird etwa der Grenzverkehr zwischen Transnistrien und Moldau pragmatisch und unkompliziert gehandhabt.
Seit 2005 finden Verhandlungen über die Zukunft Transnistriens im „5+2-Format“ statt, an denen Moldau, Transnistrien, die OSZE, Russland und die Ukraine sowie als Beobachter die EU und die USA teilnehmen. Die Gruppe traf sich (Stand: Februar 2022) einmal wöchentlich in Bender, konnte aber keinen Durchbruch erzielen.

### Unabhängigkeit

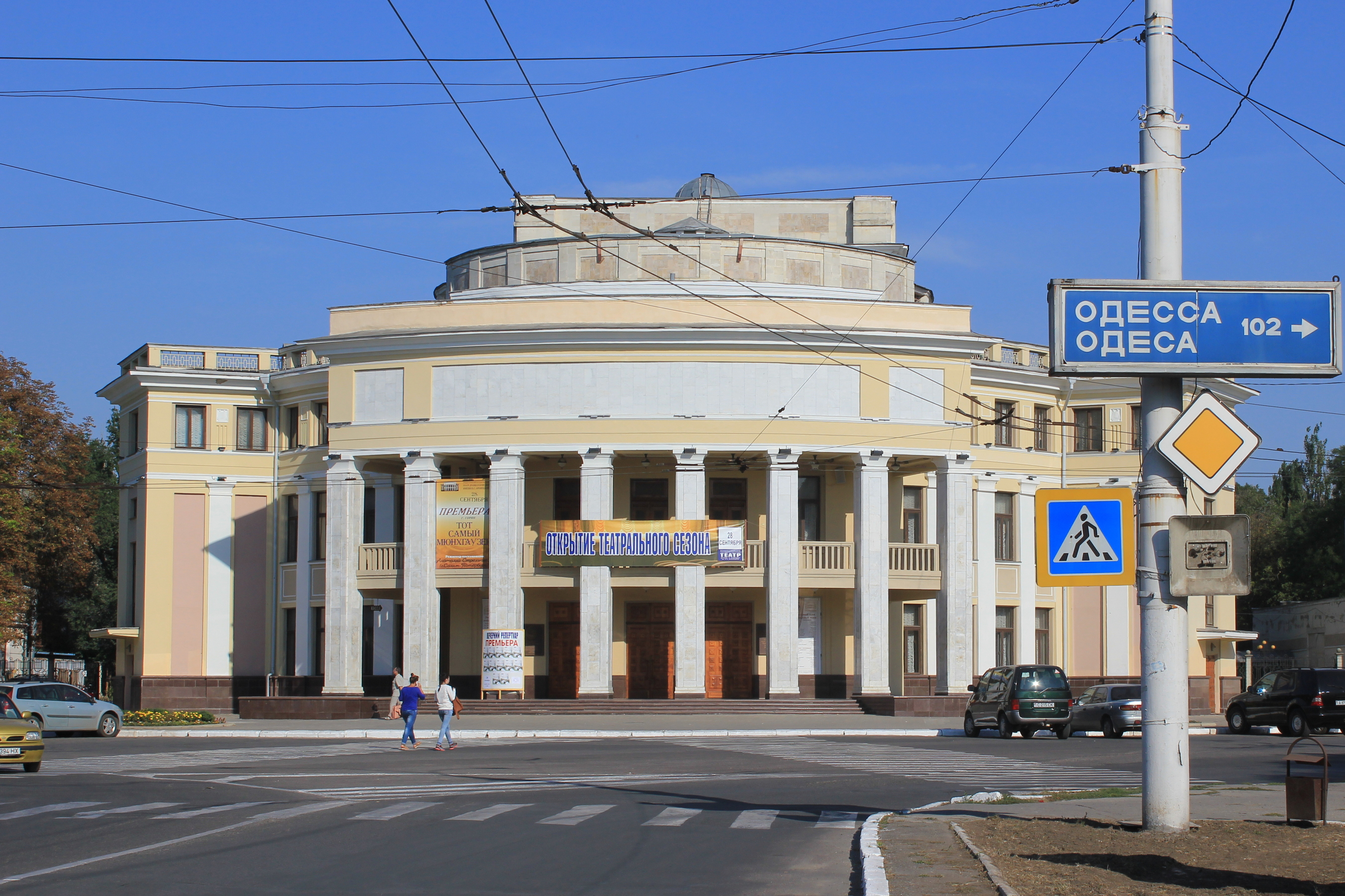
Dramentheater in Tiraspol

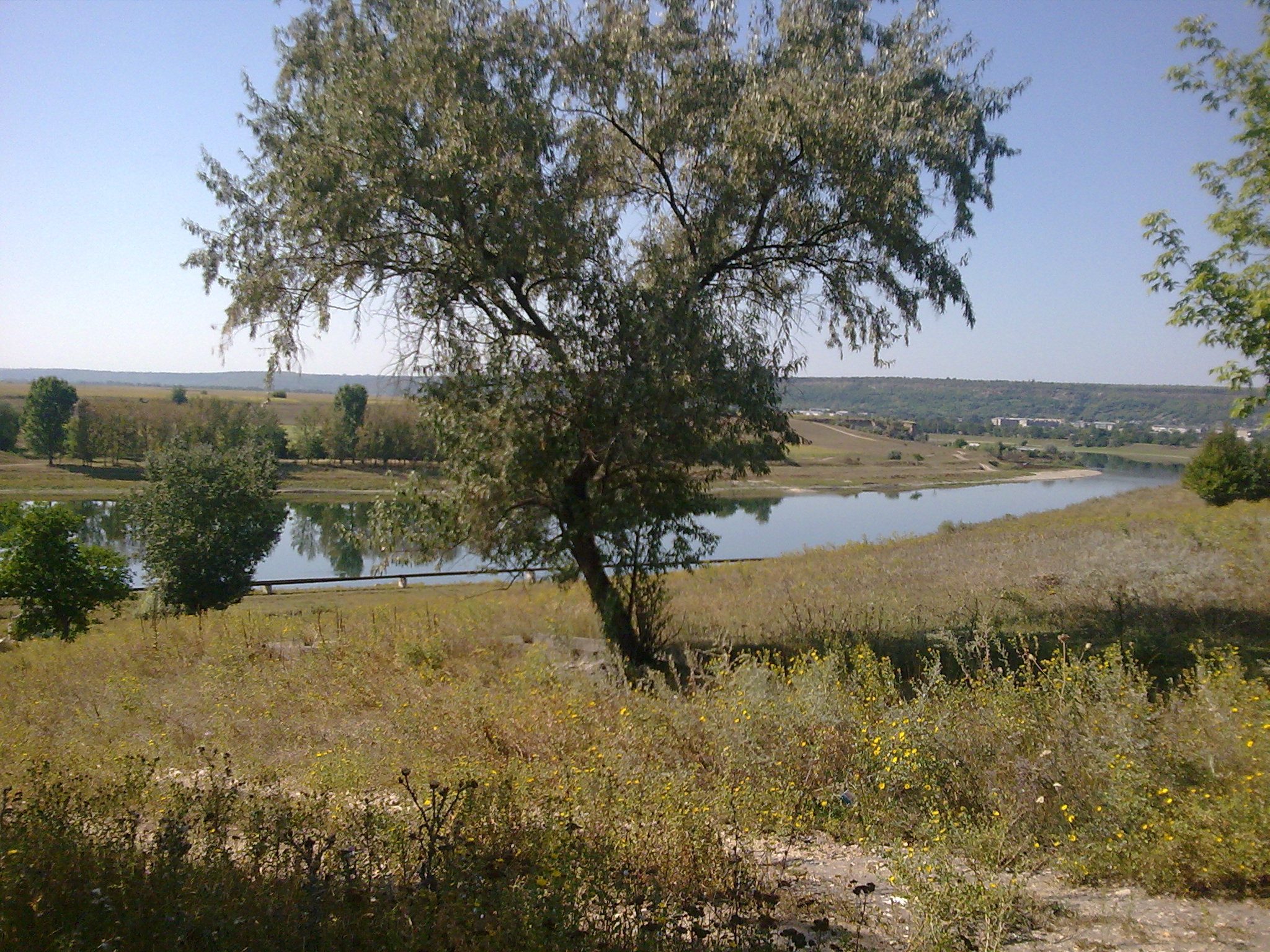
Der Dnister bei Camenca

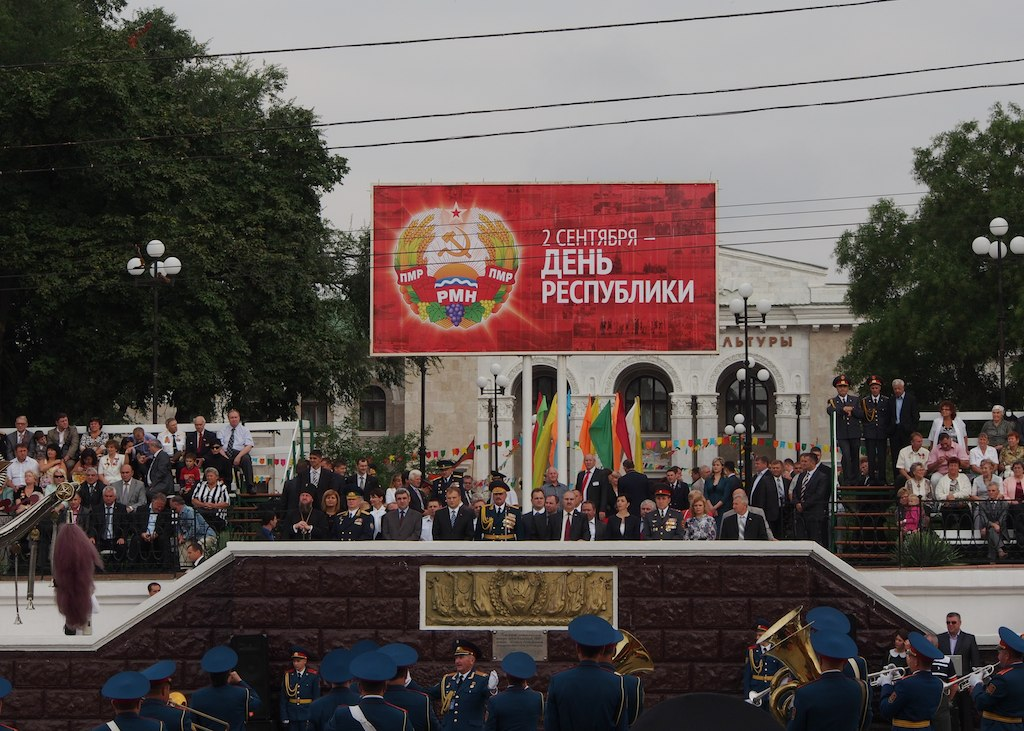
Nationale Feierlichkeiten in Tiraspol

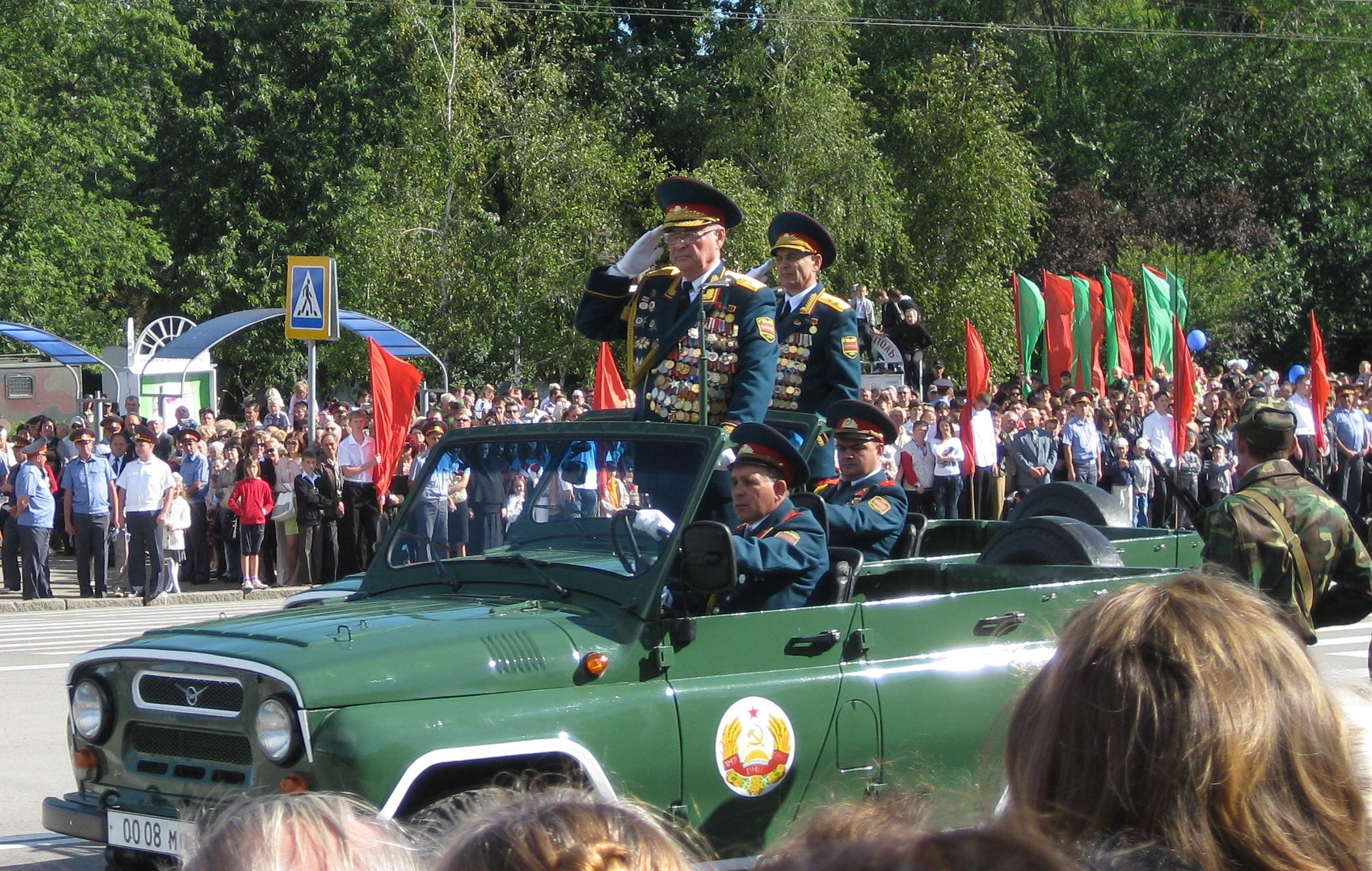
Militärparade der transnistrischen Armee

Seit der Beilegung des Konflikts ist Transnistrien eine autonom agierende sezessionistische Region, die sich als unabhängiger Staat betrachtet, aber international bislang von keinem anderen Staat anerkannt wurde und völkerrechtlich nach wie vor innerhalb der Grenzen der Republik Moldau liegt. Seit 2001 ist Transnistrien Mitglied der Gemeinschaft nicht anerkannter Staaten. Die transnistrische Regierung bemüht sich um eine internationale Anerkennung des Staates.
In den Jahren nach dem bewaffneten Konflikt bemühte sich das Land, seine staatlichen Strukturen zu festigen. Eine eigene Währung, der transnistrische Rubel, wurde gedruckt, Transnistrien verteilte eigene Pässe, eine eigene Universität wurde gegründet und eine eigene Verwaltung und ein Regierungsapparat wurden aufgebaut.
1994 wurde Gagausien, das sich 1990 ebenfalls abgespalten hatte, friedlich wieder in Moldau eingegliedert. Zuvor waren Gagausien umfangreiche Autonomierechte garantiert worden. Eine Einigung nach diesem Modell kam für Transnistrien jedoch nicht zustande. Außerdem hatten radikale politische Kräfte in Moldau massiv an Bedeutung verloren und das Land schlug eine gemäßigtere politische Entwicklung ein.
Das Fortbestehen Transnistriens als „stabilisiertes De-facto-Regime“ wird auch von den dort stationierten russischen Truppen ermöglicht, zu deren Rückzug bis zum Jahr 2002 sich die Russische Föderation auf dem OSZE-Gipfel 1999 zwar verpflichtet hatte, diesen Verpflichtungen bislang jedoch nicht nachgekommen ist. Obwohl auch Russland Transnistrien bislang nicht offiziell anerkennt, erhält die Regierung in Tiraspol finanzielle Hilfen aus Russland.
Faktisch sind die Verhandlungen festgefahren, weshalb der Transnistrien-Konflikt als „eingefrorener Konflikt“ bezeichnet wird. Sowohl die moldauische als auch die transnistrische Seite haben sich mit dem Status quo soweit arrangiert, dass aus Sicht der Politiker eine Konfliktlösung nicht Priorität genießt. In Transnistrien ist eine positive Beurteilung und Bewertung der sowjetischen Vergangenheit und des Kommunismus weit verbreitet. Obwohl die Transnistrische Kommunistische Partei nur eine Oppositionspartei ist, wurde die traditionelle Symbolik der Sowjetunion in Transnistrien beibehalten, beispielsweise sind Hammer und Sichel sowohl auf dem Staatswappen als auch auf der transnistrischen Flagge zu sehen.
Seit dem 30. November 2005 gibt es die EUBAM Moldau/Ukraine, eine Grenzkontrollmission der Europäischen Union an der moldauisch-ukrainischen Grenze zur Unterbindung des Waffen- , Menschen- und Drogenschmuggels von und nach Transnistrien. In einer Resolution der NATO vom 18. November 2008 wurde Russland aufgefordert, die im Istanbuler OSZE-Gipfel 1999 vorgenommenen Verpflichtungen einzuhalten und seine in Transnistrien stationierten Truppen zurückzuziehen.
Im September 2012 hob die Europäische Union alle Visa-Sanktionen gegen transnistrische Beamte auf. Am 20. November desselben Jahres wurde durch den transnistrischen Präsidenten die Integration Transnistriens in die Eurasische Wirtschaftsunion als Priorität der transnistrischen Außenpolitik definiert.
Durch den russischen Krieg in der Ukraine seit 2014, russische Manöver und den Beitrittsantrag zur Russischen Föderation fand der Transnistrienkonflikt vorübergehend erneut den Weg in die Berichterstattung. Angesichts des völkerrechtswidrigen Militärengagements Russlands in der Ostukraine begann die ukrainische Regierung auch die in Transnistrien stationierten russischen Truppen verstärkt als Bedrohung wahrzunehmen und kündigte am 8. Juni 2015 den Vertrag mit Russland, der die Versorgung des russischen Anteils der multilateralen Friedenstruppe über ukrainische Häfen erlaubte. Chișinău seinerseits erlaubt nur den qualifizierten 380 Mitgliedern der Friedenstruppen die Durchreise, nicht aber über 1000 anderen Angehörigen der ehemaligen 14. Armee. Derweil wurde auch in Transnistrien von der Möglichkeit einer militärischen Bedrohung durch vermehrt anwesende ukrainische Truppen gesprochen und Schewtschuk unterzeichnete Dekrete, wonach Reservisten ausgehoben werden sollten.
Die Generalversammlung der Vereinten Nationen (UNGA) forderte in einer Resolution am 22. Juni 2018 einen Abzug der russischen Streitkräfte, also der 14. Gardearmee, nicht der Friedenstruppe, aus dem international nicht als Pridnestrowische Moldauische Republik anerkannten Transnistrien in der Republik Moldau. Für die Vorlage stimmten 64 Staaten (darunter Großbritannien, Kanada, Polen); 15 Staaten (darunter Iran, Nordkorea, Russland und Syrien) votierten dagegen und es gab 83 Enthaltungen. Russlands stellvertretender UN-Botschafter Dmitri Poljanski verwies auf die bestehenden Vermittlungsbemühungen der OSZE im Transnistrien-Konflikt. Im November 2020 forderte die am 16. November neu gewählte Präsidentin der Republik Moldau, Maia Sandu, angesichts der Tatsache, dass keine militärischen Operationen zu befürchten seien, einen Ersatz der Friedenstruppen durch eine zivile Mission unter der Schirmherrschaft der OSZE.

### Beitrittsantrag zur Russischen Föderation 2014
Die staatliche russische Nachrichtenagentur RIA Novosti meldete am 18. März 2014, dass die Regierung Transnistriens einen Beitrittsantrag zur Russischen Föderation gestellt habe. Am 21. März 2014 starteten russische Truppen ein Manöver in Transnistrien. Diese Entwicklungen folgen denen auf der Halbinsel Krim: Im Rahmen der Annexion der Krim 2014 durch Russland hatte am 16. März ein von Russland inszeniertes Referendum zur Ausrufung der Republik Krim als unabhängigen Staat geführt – die zuvor mit Hilfe russischer Truppen eingesetzten Vertreter der Republik Krim hatten daraufhin am nächsten Tag einen Beitrittsantrag zur Russischen Föderation gestellt.
Am 23. März 2014 erklärte der Oberkommandeur der NATO, Philip Breedlove, die russischen Streitkräfte an der Ostgrenze zur Ukraine seien so stark, dass sie im Konflikt um Transnistrien auch eine Bedrohung für Moldau darstellen könnten.
Am 29. März 2014 zeigte sich Wladimir Putin in einem Telefongespräch mit US-Präsident Barack Obama besorgt über eine „äußere Blockade“ Transnistriens. Russland wolle dort nicht militärisch eingreifen. Die Probleme sollten im Rahmen der 5+2-Verhandlungsgruppe gelöst werden.
Am 17. April 2014 hat sich der Oberste Rat von Transnistrien mit der Bitte an den russischen Präsidenten Wladimir Putin gewandt, die Unabhängigkeit Transnistriens anzuerkennen und einem Beitritt zu Russland zuzustimmen. Laut der transnistrischen Abgeordneten Galina Antjufejewa dient die Krim als Vorbild. Dem Abgeordneten Dmitri Soin zufolge wurde dieser Schritt mit Moskau abgestimmt.
Mit einer Anerkennung Transnistriens würde sich Russland jedoch den Einfluss auf ein wiedervereinigtes Moldau verbauen und eine Westorientierung Moldaus fördern. Tatsächlich gewann die prorussische Partei der Sozialisten bei den Parlamentswahlen am 30. November 2014 über 20 % mehr Stimmen als bei den Wahlen davor. Auch bei der Präsidentschaftswahl 2016 siegte deren Kandidat.

### Assoziierungsabkommen mit der EU 2014
Am 27. Juni 2014 unterzeichnete Moldau im Rahmen der Östlichen Partnerschaft ein Assoziierungsabkommen mit der Europäischen Union, das seit Juli 2016 in vollem Umfang in Kraft ist. Ein ähnliches Abkommen zwischen der EU und Georgien wurde am selben Tag besiegelt, und die Ukraine unterzeichnete den wirtschaftlichen Teil ihres bereits am 21. März 2014 geschlossenen Assoziierungsabkommens.

### Auswirkungen des russischen Überfalls auf die Ukraine 2022
Am 26. April 2022 wurden nahe dem Ort Maiac zwei Radiomasten der russischen Staatsagentur RIA Novosti gesprengt, nachdem es am Vortag bereits bewaffnete Angriffe auf das Ministerium für Staatssicherheit in der transnistrischen Hauptstadt Tiraspol gegeben hatte. Russland sendete seit 2014, kurz nach dem Beginn des Russisch-Ukrainischen Krieges, das Programm Vesti FM mittels der Anlage. Auf der Mittelwellenfrequenz wurde prorussische Propaganda in die Ukraine und weiter Teile Ost- und Mitteleuropas gesendet (siehe Abschnitt Medien). Der Kreml sprach von einer „Provokation“, während die Ukraine Russland vorwarf, diese Provokation selbst ausgelöst zu haben, um Panik zu schüren. Laut dem ukrainischen Präsidentenberater Mychajlo Podoljak wolle Russland die Region „destabilisieren“.
Am 28. Februar 2024 baten die Machthaber in Transnistrien die russische Regierung scheinbar um „Schutz“. Dabei handelt es sich allerdings um eine etablierte diplomatische Routine seit 30 Jahren. Ein Grund für das Dokument an Russland aber auch an das Europäische Parlament waren Anfang 2024 abgeschaffte Zollprivilegien. Transnistrien zahlte zuvor keine Importzölle, obschon es vom Freihandelsabkommen Moldaus mit der EU profitiert hatte.
Seit dem 1. Januar 2025 herrschte in Transnistrien ein Notstand wegen des fehlenden Gastransits aus der Ukraine. Mehr Hilfe der EU wollte Tiraspol wegen des Drucks aus Russland nicht annehmen. Die Moldau organisierte die Gasversorgung Transnistriens. Ohne Heizung oder Warmwasser gab es Tote durch undichte Holzöfen. Tiraspol hatte 20 Jahre nie Gas bezahlt. Die in Russland notierte Verschuldung betrug 11 Milliarden Dollar. Mit dem unbezahlten Gas war zuvor Strom produziert worden und billiger als europäischer Strom nach Moldawien verkauft worden.

## Politik

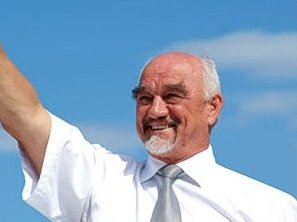
Transnistriens ehemaliger Präsident Igor Smirnow

Transnistrien wurde von 1991 bis 2011 von Präsident Igor Smirnow regiert, der in drei Präsidentschaftswahlen 1996, 2001 und 2006 mit teils überwältigender Mehrheit im Amt bestätigt wurde.
Bei der transnistrischen Präsidentschaftswahl 2011 wurde Smirnow überraschend abgewählt und landete bei der Wahl nur auf dem dritten Platz. Es kam zur Stichwahl zwischen dem unabhängigen Kandidaten Jewgeni Schewtschuk und Anatoli Kaminski, dem Parlamentssprecher. Die Stichwahl konnte Schewtschuk für sich entscheiden. Am 30. Dezember 2011 wurde er als neuer Präsident vereidigt. Schewtschuk wurde im Vorfeld von westlichen Quellen als „Reformer“ bezeichnet.
Unter Schewtschuks Führung wurde die führende politische Schicht, die teils seit Sowjetzeiten im Amt war, durch jüngere Politiker ersetzt und das Amt des Premierministers neu eingeführt. Erster Premierminister wurde Pjotr Stepanow, der im Juli 2013 zurücktrat. Seine Nachfolgerin wurde Tatjana Turanskaja. Eine der erklärten Prioritäten der transnistrischen Regierung ist die Integration in die Eurasische Union und enge politische Verbindungen zu Russland sowie eine eventuelle Eingliederung in die Russische Föderation. Nach wie vor wird eine Wiedervereinigung mit Moldau abgelehnt.
Bei der transnistrischen Präsidentschaftswahl 2016 wurde der bisherige Parlamentspräsident Wadim Krasnoselski am 11. Dezember zum neuen Präsidenten gewählt. Er erhielt 157.410 oder 62,3 % der abgegebenen Stimmen. Der weitgehend unpopuläre Amtsinhaber Schewtschuk, dem seitens der dem Sheriff-Konzern nahestehenden Opposition Korruption, etwa wegen der Veruntreuung von Geldern im Wert von 100 Millionen US-Dollar, sowie Hochverrat vorgeworfen wurde, erhielt 69.179 oder 27,38 % der Stimmen. Die übrigen Kandidaten, darunter der Kandidat der Kommunistischen Partei, landeten weit abgeschlagen bei Ergebnissen zwischen 0,55 und 3,17 %. Krasnoselski trat sein Amt am 16. Dezember 2016 an. 2021 wurde er nach offiziellen Angaben bei 35 % Wahlbeteiligung gegen einen einzigen Gegenkandidaten wiedergewählt.
Nach Ansicht der Regierung Transnistriens behindert die fehlende internationale Anerkennung nicht nur die wirtschaftliche Entwicklung des Landes, sondern auch das soziale Leben.

### Einstellung der Bevölkerung zur Unabhängigkeit
Alle größeren politischen Parteien in Transnistrien, auch aus der Opposition, unterstützen die Unabhängigkeit Transnistriens oder einen Beitritt zu Russland; es gibt keine nennenswerte politische Bewegung, die eine Wiedervereinigung mit Moldau fordert (Stand 2013). Fast die gesamte politische Landschaft Transnistriens ist durch eine russlandfreundliche Haltung geprägt (2009).
Eine Studie der University of Colorado Boulder aus dem Jahr 2010 ergab, dass sich tatsächlich eine sehr große Mehrheit der Bevölkerung Transnistriens gegen eine Wiedervereinigung mit Moldau ausspricht. Auch unter ethnischen Moldauern liegt der Anteil der Befürworter einer Wiedervereinigung nur bei rund 25 %, bei allen anderen Bevölkerungsgruppen ist dieser Anteil bei etwa 10 %. Unter der Bevölkerung bildet sich, unabhängig von der ethnischen Herkunft, immer mehr eine eigene transnistrische Identität heraus, die besonders bei der jüngeren Generation verankert ist.
Die Frage, ob Transnistrien langfristig als eigener Staat fortbestehen oder Russland beitreten sollte, wird kontroverser diskutiert. Rund 50 % der Bevölkerung halten einen Beitritt zur Russischen Föderation für die beste Option, während etwa ein Drittel die vollständige Unabhängigkeit vorzieht. Weniger als 15 % der Bevölkerung wünschen sich eine Rückkehr zu Moldau (Stand 2010).
Das rumänischsprachige Programm der Deutschen Welle berichtete 2014, dass eine Wiedereingliederung Transnistriens in der moldauischen Politik eine immer geringere Rolle spiele und Politiker in Chișinău Transnistrien fast vergessen haben. Der moldauische Politikwissenschaftler Aurelian Lavric vermutete Ende November 2014 gar, dass die damalige EU-freundliche Regierung Moldaus gar kein Interesse daran hätte, „500.000 potentiell pro-russische Wähler“ aus Transnistrien wiedereinzugliedern. In Moldau verfügten EU-freundliche Parteien nur über eine knappe Mehrheit, sodass sich durch eine Wiedereingliederung Transnistriens in das reguläre Moldau leicht das politische Kräfteverhältnis in Moldau dauerhaft in Richtung einer pro-russischen Mehrheit verändern könnte.
Referenden zum Status; 1990, 1991 und 2006

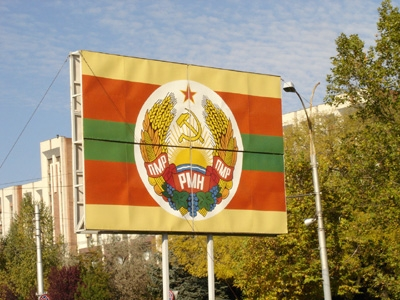
In Transnistrien sind viele sowjetische Symbole in Gebrauch.

In Transnistrien wurden seit 1989 bisher drei Referenden über den künftigen Status des Landes durchgeführt. Inwieweit die Ergebnisse dieser Volksabstimmungen tatsächlich repräsentativ für die transnistrische Bevölkerung sind, ist fraglich, zumal Gegner einer Unabhängigkeit die Abstimmungen überwiegend boykottierten. Auch der Ablauf der Wahl sowie die Stimmenauszählung fanden stets ohne Aufsicht renommierter internationaler Organisationen statt.
Das erste Referendum wurde von Ende 1989 bis Anfang 1990 durchgeführt und betraf die Frage, ob sich Transnistrien als „Transnistrische Moldauische Sowjetrepublik“ von Moldau lösen und die Anerkennung als eigene Sowjetrepublik innerhalb der Sowjetunion ersuchen solle. Nach offiziellen Angaben votierten 95,8 % der Abstimmenden für diesen Vorschlag, bei einer Wahlbeteiligung von 78,43 %.
Mit der Auflösung der Sowjetunion wurde am 1. Dezember 1991 ein zweites Referendum durchgeführt, bei dem 97,8 % der Wähler für eine vollständige Unabhängigkeit Transnistriens stimmten. Vor diesem Referendum hatte Transnistrien ausländische Regierungen dazu eingeladen, Wahlbeobachter zu entsenden. Die Einladung der transnistrischen Regierung wurde international jedoch weitgehend ignoriert, bis auf eine Delegation aus Sankt Petersburg reisten keine ausländischen Beobachter an. Eine Einladung ging auch an das Außenministerium der Vereinigten Staaten, welches zwar keine Beobachter entsandte, die Ergebnisse des Referendums später aber anzweifelte.
Ende März 2006 wurde ein weiteres Referendum über die Zukunft Transnistriens vorbereitet, im Juli 2006 stimmte das transnistrische Parlament fast einstimmig für dessen Abhaltung. Am 17. September 2006 sollten die mehr als 392.000 Wahlberechtigten zwischen folgenden beiden Fragen auf dem Stimmzettel wählen können:
1. „Unterstützen Sie den Kurs auf die Unabhängigkeit der Moldauischen Republik Transnistrien und den anschließenden freiwilligen Beitritt Transnistriens zur Russischen Föderation?“
2. „Halten Sie einen Verzicht auf die Unabhängigkeit der Moldauischen Republik Transnistrien mit dem anschließenden Beitritt zur Republik Moldau für möglich?“

Im Juli 2006 hatte sich die Europäische Union auf Seiten Moldaus und des 2007 der EU beitretenden Rumäniens bereits im Vorfeld gegen die Volksabstimmung in Transnistrien ausgesprochen und dazu aufgerufen, die blockierten Autonomiegespräche mit Moldau wieder aufzunehmen. Auch die Ukraine unter dem damaligen Präsidenten Wiktor Juschtschenko erklärte, das Referendum nicht anerkennen zu wollen. Am 20. Juli 2006 beschloss auch die OSZE, dass sie das Referendum nicht anerkennen werde. Daher werde sie keine Beobachter zur Abstimmung im September entsenden und warf gleichzeitig der transnistrischen Regierung vor, die Fragen suggestiv formuliert zu haben, um das gewünschte Ergebnis zu erzielen. Die OSZE kündigte allerdings an, sie sei bereit, ein Referendum über den künftigen Status der Region anzuerkennen, wenn dieses das Ergebnis erfolgreicher politischer Verhandlungen, wie dies von der EU gewollt sei und die Bedingungen für einen freien und gerechten Wahlgang gegeben seien. Der Vertreter Russlands bei der OSZE wies Vorwürfe zurück, wonach das Referendum unseriös und provokant sei. Er warf hingegen der moldauischen Seite vor, Fehler gemacht zu haben.
Am 17. September 2006 wurde per Volksabstimmung mit 97,1 % gegen den „Unabhängigkeitsverzicht Transnistriens“ und für die „Beibehaltung der Unabhängigkeit“ gestimmt sowie einer späteren Wiedervereinigung mit der Russischen Föderation zugestimmt. Dagegen stimmten nur 2,3 %. Die Wahlbeteiligung lag bei 79 %. Mehr als 130 internationale Beobachter, größtenteils aus Russland, aber auch aus Abchasien und Ossetien, sowie nicht näher ausgeführte „EU-Parlamentarier“ und inoffizielle „Vertreter“ Deutschlands beobachteten das Referendum. Sie berichteten gemäß russischer Quellen, dass keine verfahrensrechtlichen Verletzungen während der geheimen Stimmabgabe registriert worden seien und die Vertreter des Kongresses der russischen Gemeinden aus der benachbarten Republik Moldau erklärten, dass das Referendum nach internationalen Standards abgehalten worden sei. Jedoch wurden von der EU keine international anerkannten Beobachter gesandt, da dieses „Referendum“ der international anerkannten Souveränität (de jure) und territorialen Integrität der (nun de facto benachbarten) Republik Moldau widerspreche.

### Diplomatische Beziehungen
Transnistrien wurde von keinem Mitgliedsstaat der Vereinten Nationen diplomatisch anerkannt, auch wenn es mit Russland gesonderte Beziehungen unterhält. Transnistrien ist Mitglied der Gemeinschaft nicht anerkannter Staaten, zu der Abchasien, Südossetien und Arzach gehören. Die Mitglieder dieser Gemeinschaft erkennen ihre Unabhängigkeit gegenseitig an.
Zudem bestand seit dem Jahr 2002 eine Städtepartnerschaft der sächsischen Kleinstadt Eilenburg mit Tiraspol. Die Partnerschaft wurde seit einem Besuch einer Eilenburger Delegation allerdings nicht mehr aktiv gepflegt und 2017 ganz aufgelöst.
Trotz der Spannungen mit Moldau kommt es immer wieder zu Treffen der moldauischen und transnistrischen Führung sowie gegenseitigen Verhandlungen. Die wirtschaftlichen Beziehungen zwischen den beiden Ländern gestalten sich als relativ unkompliziert, ebenso wie der Reiseverkehr.
Im Juli 2016 reiste Bundesaußenminister Frank-Walter Steinmeier erstmals nach Tiraspol, um zwischen Moldau und Transnistrien zu vermitteln.

### Korruption
Organisierte Kriminalität sowie Korruption sind in Transnistrien sehr präsent, so dass das Land in einem Bericht von Dirk Schümer sogar als „Mafia-Kleinstaat von Putins Gnaden“ bezeichnet wurde. Besonders die Regierung um den ehemaligen Präsidenten Smirnow stand unter dem Verdacht der Veruntreuung von Staatsgeldern.
Ein offizieller Bericht des Europäischen Parlamentes bezeichnete Transnistrien 2002 als „schwarzes Loch, in dem illegal mit Waffen und Menschen gehandelt werde und Geld gewaschen werde“. Nach Einschätzung Moldaus wird der Schmuggel über die Eisenbahn an der ukrainischen Grenze betrieben. Im Gegenzug dazu gibt es auch zahlreiche Berichte, darunter auch solche der EU und der OSZE, die die Gerüchte über Schmuggel und Menschenhandel von Transnistrien aus als übertrieben bewerten. Der OSZE-Vorsitzende Leonid Koschara gab in einem Interview mit der spanischen Zeitung El País im Jahr 2013 an, man „habe in den letzten Jahren nicht einen einzigen Fall von Waffenschmuggel über Transnistrien feststellen können“, stattdessen würden nun durch Schmuggel, wie falsch deklarierter Lebensmittel, Steuern in Millionenhöhe hinterzogen, wie Claus Neukirch als stellvertretender Missionsleiter und Sprecher der OSZE-Mission in der Republik Moldau 2008 sagte.

### Menschenrechtslage
Der Regierung Transnistriens wurden in der Vergangenheit teils schwere Menschenrechtsverletzungen vorgeworfen. Einigen religiösen Gemeinschaften wie Baptisten, Zeugen Jehovas und Methodisten wird die offizielle Zulassung verweigert.
Ein OSZE-Bericht aus dem Jahr 2005 bezeichnet das generelle Klima der Medienberichterstattung in Transnistrien als eher regierungsnah und restriktiv, verweist aber auf die Existenz mehrerer unabhängiger Druckerzeugnisse und der relativ frei berichtenden Gewerkschaftszeitung. Bedrohungen von Journalisten sind Ausnahmefälle; im Berichtszeitraum wird ein einziger Fall erwähnt.
2004 wurden sechs Schulen mit rumänischer Unterrichtssprache geschlossen. Die offizielle Ursache dafür war der Ablauf der temporären Unterrichtslizenz dieser Schulen. Nach den Verhandlungen mit der Regierung Transnistriens wurden die Schulen lizenziert und es wurde ihnen gestattet, den Unterricht zu Beginn des Schuljahrs zu beginnen. Das Schulgebäude in Rîbnița wurde jedoch dem Lehrkollektiv nicht zurückgegeben und die Schüler mussten ihren Unterricht verspätet in einem Kindergarten beginnen. Der Konflikt um die „Lateinschriftschulen“ führte zu mehreren Urteilen des Europäischen Gerichtshofs für Menschenrechte, der eine Verletzung von Rechten der Europäischen Menschenrechtskonvention feststellte.
Die Menschenrechtslage hatte sich in den 2010er Jahren merklich verbessert. 2012 reiste mit Thomas Hammarberg erstmals ein Beauftragter des Europarates nach Transnistrien, um die Lage im Land zu untersuchen. Die Ergebnisse des Berichts wurden Anfang 2013 veröffentlicht. Hammarberg attestierte der seit 2011 amtierenden transnistrischen Regierung Offenheit und Interesse an der Einhaltung von Menschenrechten. Er verwies jedoch auch auf zahlreiche noch immer bestehende, teils schwere Probleme und die weit verbreitete Korruption. Hammarberg merkte jedoch an, dass die fehlende internationale Anerkennung Transnistriens die Situation deutlich erschwere.

## Militär
Die Streitkräfte Transnistriens verfügen laut Schätzungen der OSZE aus dem Jahr 2009 über etwa 4000 bis 4500 Mann starke reguläre Truppen mit 18 Kampfpanzern, einer erheblichen Zahl Mehrfachraketenwerfern und mehreren Kampfzonen- und Transporthubschraubern. Nach eigenen Angaben verfügt die Armee über eine Stärke von 15.000 Mann und einige ältere Hubschrauber vom Typ Mi-2 und Mi-8. Es gibt ein Wehrpflichtsystem, Transnistrien kann aber auch auf zusätzliche Kosaken- und Freiwilligenkorps zurückgreifen. Einige Schätzungen gehen davon aus, dass insgesamt bis zu 120.000 Mann mobilisiert werden könnten (Stand 2009).
Von russischer Seite sind weiterhin 380 Soldaten der Internationalen Friedenstruppe, aber auch über 1000 andere Angehörige der ehemaligen 14. Gardearmee in Transnistrien stationiert. In Transnistrien lagerten 2013 nach unabhängigen Schätzungen noch 20.000 Tonnen russisches Militärmaterial, 22.000 Tonnen wurden 2004 abtransportiert. Die Republik Moldau verlangt den vollständigen Abtransport.
Anfang März 2022 erklärte die transnistrische Regierung, ihre Truppen nicht für den russischen Angriff auf die Ukraine zur Verfügung zu stellen, ein Sprecher der ukrainischen Armee bestätigte dies.

## Wirtschaft

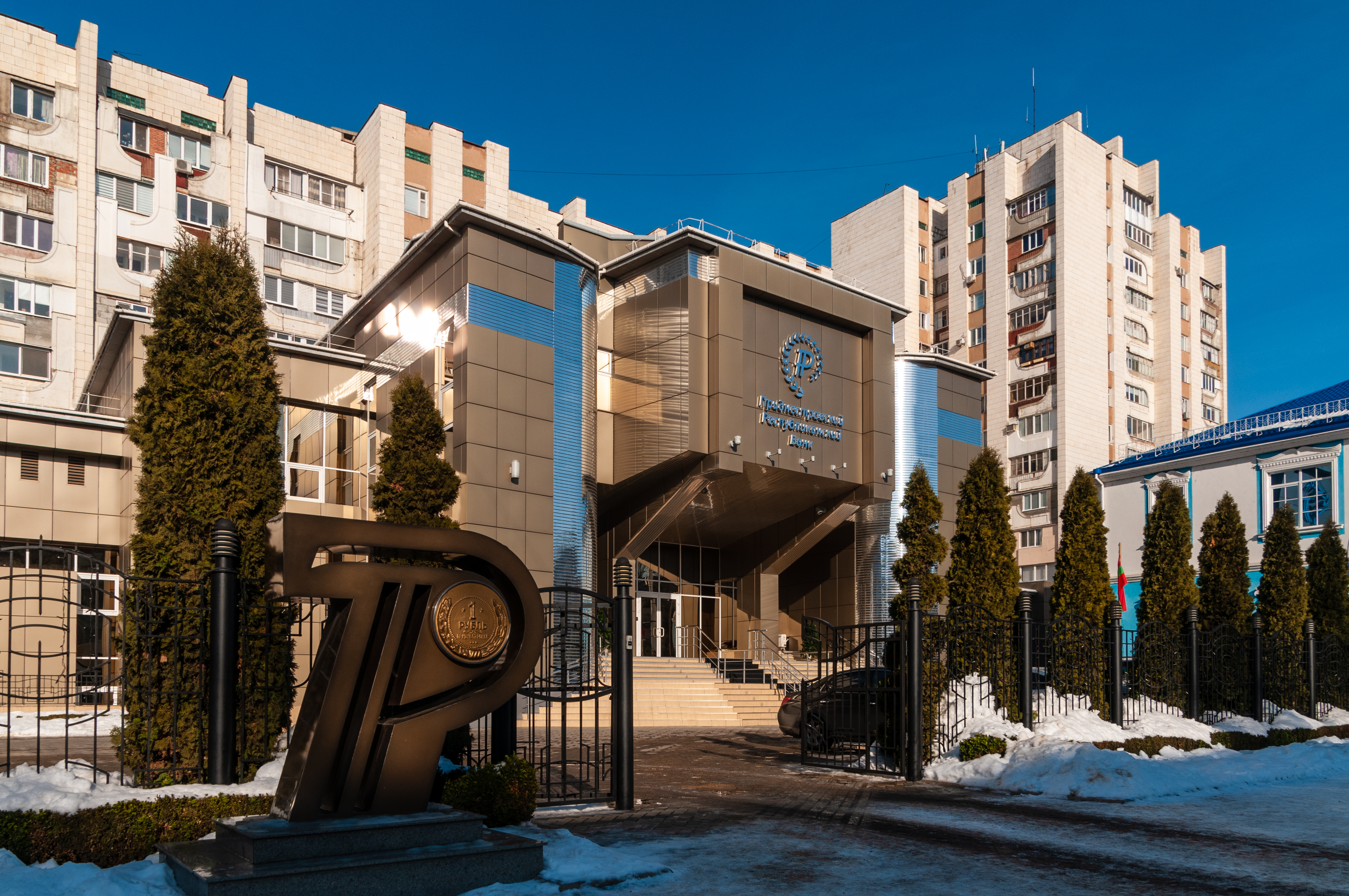
Transnistrische Zentralbank

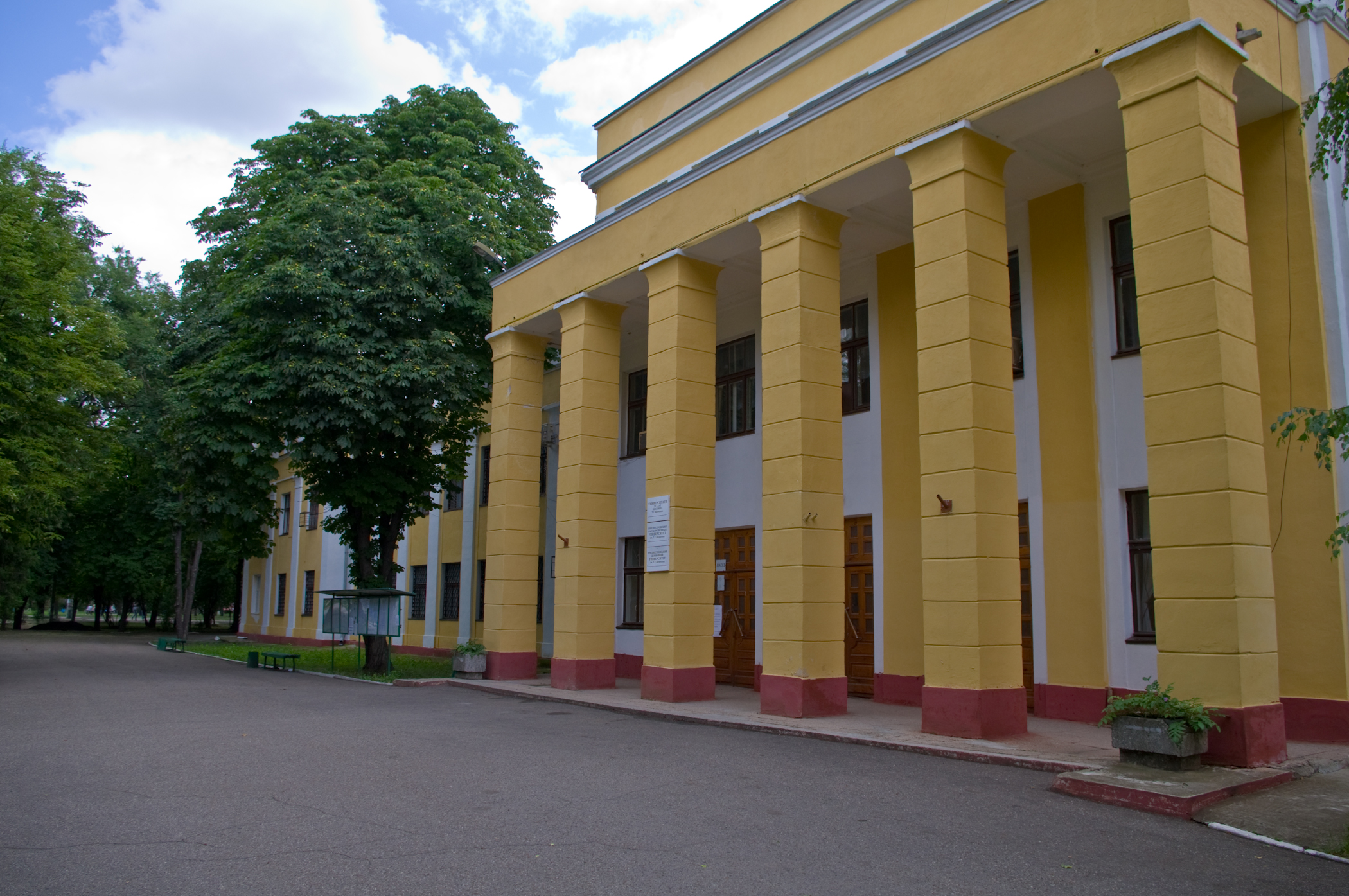
Transnistrische Staatliche Taras-Schewtschenko-Universität

In Transnistrien befindet sich der Großteil der Industrie der ehemaligen moldauischen Sowjetrepublik. Im Gegensatz zum überwiegend agrarisch geprägten restlichen Moldau (Bessarabien) ist die transnistrische Wirtschaft von großen Industriebetrieben abhängig, die in der Sowjetzeit angesiedelt wurden. Viele der Produkte sind auf den Export ausgerichtet, Stahlplatten, Maschinen für die Gussproduktion, Kabelprodukte, große Elektromaschinen, Niederspannungsgeräte, elektroisolierende Stoffe, Pumpen, Zement, Möbel, Baumwollstoffe, Schuhe, Nähprodukte, Wein und Weinbrand. Eine wichtige Sparte ist auch die Rüstungsindustrie, die sich aus den früher sowjetischen Betrieben der Region entwickelte. In Dubossary und Dnestrowsk existieren zwei große Kraftwerke.
Das größte Unternehmen des Landes ist der Sheriff-Konzern, der Tankstellen, Supermärkte, Spirituosenfabriken, Bäckereien, ein Verlagshaus, eine Baugesellschaft, einen Fernsehsender sowie ein Mobilfunknetz betreibt. Sheriff besitzt über seine Tochtergesellschaft Interdnestrkom das Monopol im Telekommunikationssektor (Mobilfunk, Kabelfernsehen, Internet) und nimmt großen Einfluss auf die Politik des Landes. Das wichtigste Unternehmen der produzierenden Industrie ist der Stahlhersteller Moldova Steel Works in Rîbnița. Eine gewisse Bekanntheit besitzt auch der Spirituosenhersteller KVINT, der neben Wein und Wodka auch einen weltbekannten mehrfach ausgezeichneten Brandy produziert. Kvint gilt als eine Art Nationalsymbol, die Destillerie des Unternehmens ist auf der Fünf-Rubel-Banknote abgebildet. Der Textil- und Bekleidungshersteller Tirotex ist nach eigenen Angaben einer der größten europäischen Textilhersteller, dessen Produkte in Westeuropa unter anderem bei Aldi verkauft werden.
Da Russland in Transnistrien eine befreundete Region sieht, erhielt dieses russisches Erdgas zu einem besonders billigen Preis, so im Jahr 2012 etwa für 240 US-Dollar je 1000 Kubikmeter. Russland legte die Gaspreise basierend auf dem Verhältnis beider Länder zueinander sowie der Bedeutung Transnistriens als Transitland fest. So zahlte Deutschland vor dem Anschlag auf die Nord-Stream-Pipelines dank der Ostsee-Pipeline etwa nur einen Preis von 379 US-Dollar je 1000 Kubikmeter, während das wirtschaftlich bedeutend schwächere Polen 2012 einen Preis von 528 US-Dollar zahlen musste. Offensichtlich aber hatte Transnistrien für das Gas gar nie etwas bezahlt; stattdessen setzte Russland mit der ausstehenden Schuld Moldawien unter Druck. Mit dem Auslaufen des Gastransitvertrages zwischen der Ukraine und Gasprom zum Jahreswechsel 2024/25 sind die russischen Lieferungen von bisher ca. 2 Milliarden m³ Erdgas pro Jahr durch ukrainische Leitungen nach Transnistrien beendet. Durch das Ausbleiben der günstigen russischen Gaslieferungen an Transnistrien wird eine deutliche Verteuerung der Versorgung mit Strom und Gas sowie folglich der Heizkosten für die Einwohner Transnistriens erwartet.

### Handelsbilanz
Den Exporten von 579,7 Millionen US-Dollar standen 2005 Importe von 855,8 Millionen USD gegenüber. Wichtigste Handelspartner sind die GUS-Staaten, besonders Russland und die Ukraine. Knapp ein Viertel des transnistrischen Exports geht in die EU. Das Land ist auf finanzielle Hilfe aus Russland angewiesen (Stand 2012). Nach moldauischen Angaben ist der Anteil der EU am Außenhandel Transnistriens aber höher. Im Jahr 2022 gingen 67,1 % der Exporte Transnistriens in die EU, der Anteil der EU am Import Transnistriens betrug 50,1 %.
Die Einnahmen Transnistriens stammten zu guten Teilen aus dem russischen Gratisgas.
2012 erhielten die Bewohner Transnistriens nach Schätzungen seiner Zentralbank Überweisungen aus dem Ausland in Höhe von 200 Millionen USD, dies entsprach etwa 18 % des BIP. Geschätzt 85 % der Überweisungen kamen aus Russland.

### Tourismus
Außer einem bescheidenen Tagestourismus nach Tiraspol und Umgebung hat sich bisher kein nennenswerter Tourismus entwickelt. Das Land bemüht sich allerdings sehr um die Hebung des Tourismus; In diesem Zusammenhang wurde im Mai 2017 in Tiraspol das erste Touristeninformationsbüro eröffnet.

### Währung

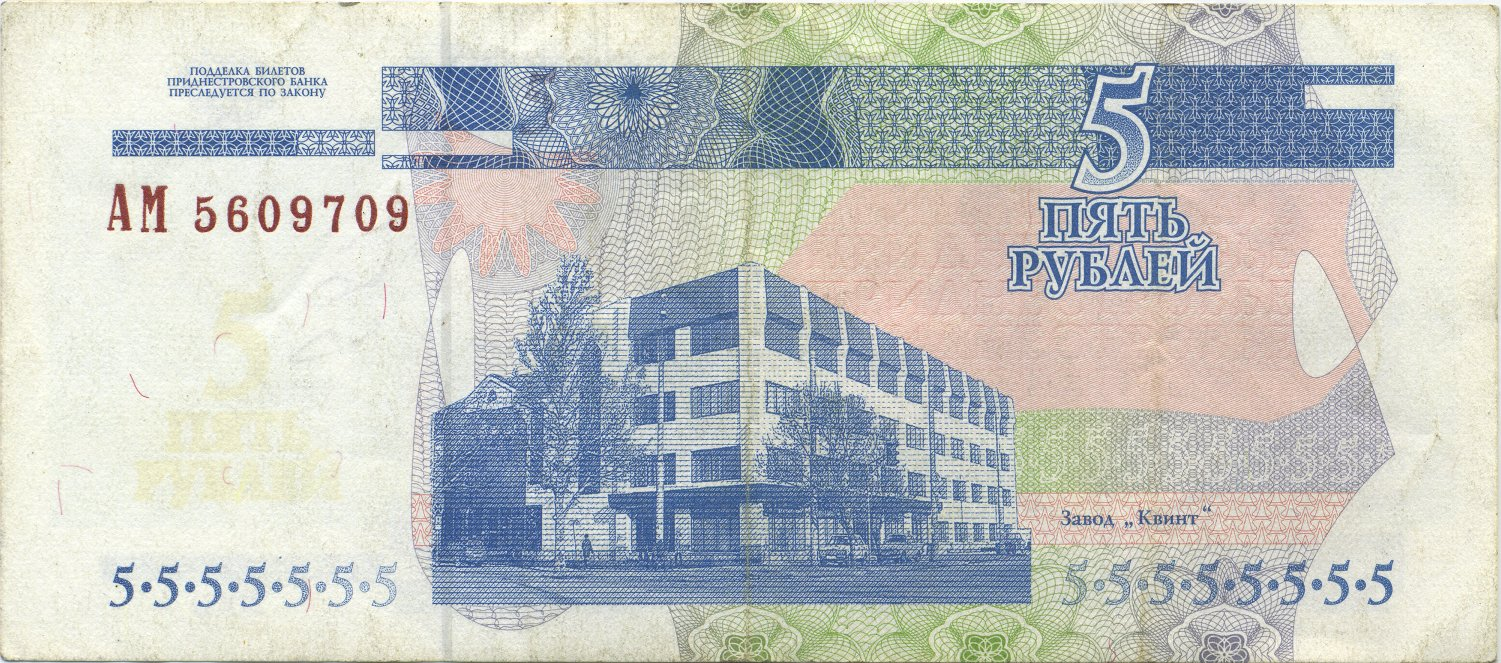
5-Rubel-Banknote

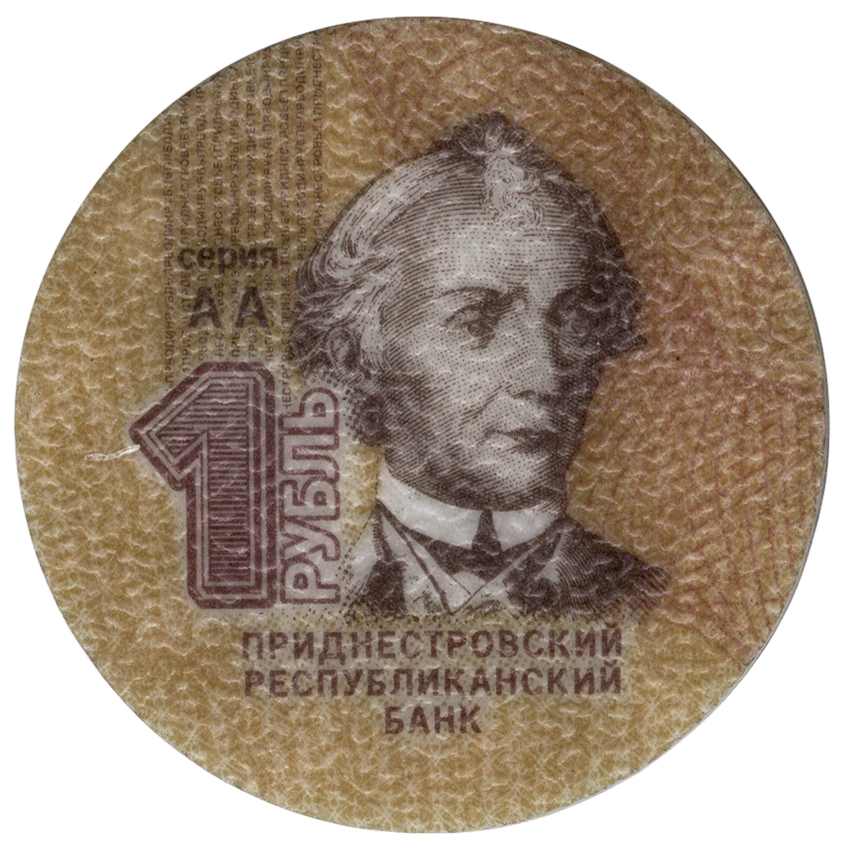
1-Rubel-Münze aus Kunststoff

1994 wurde in Transnistrien eine eigene Währung – der Transnistrische Rubel – eingeführt. Im Jahre 2000 wurde der Rubel denominiert (1.000.000:1) und neue Banknoten und Münzen in Umlauf gebracht. Die Währung wird außerhalb Transnistriens nicht anerkannt und ist nur eingeschränkt konvertierbar. Anfang 2012 wurde bekannt, dass Transnistrien in Zukunft den Russischen Rubel einführen möchte, im Februar 2013 wurde dem Parlament ein entsprechender Gesetzesentwurf vorgelegt.
Im Mai 2015 wurden zum 70. Jahrestag des Sieges der Sowjetunion im Zweiten Weltkrieg zwei neue Banknoten herausgegeben. Die Scheine zu je einem und zehn transnistrischen Rubeln zeigen einen sowjetischen Orden mit Hammer und Sichel an einem Sankt-Georgs-Band.
Ein Euro entspricht nach offiziellem Wechselkurs ca. 18 PMR-Rubel.
Als einziges Land der Erde hat Transnistrien Münzen aus Kunststoff im Umlauf.

## Verkehr

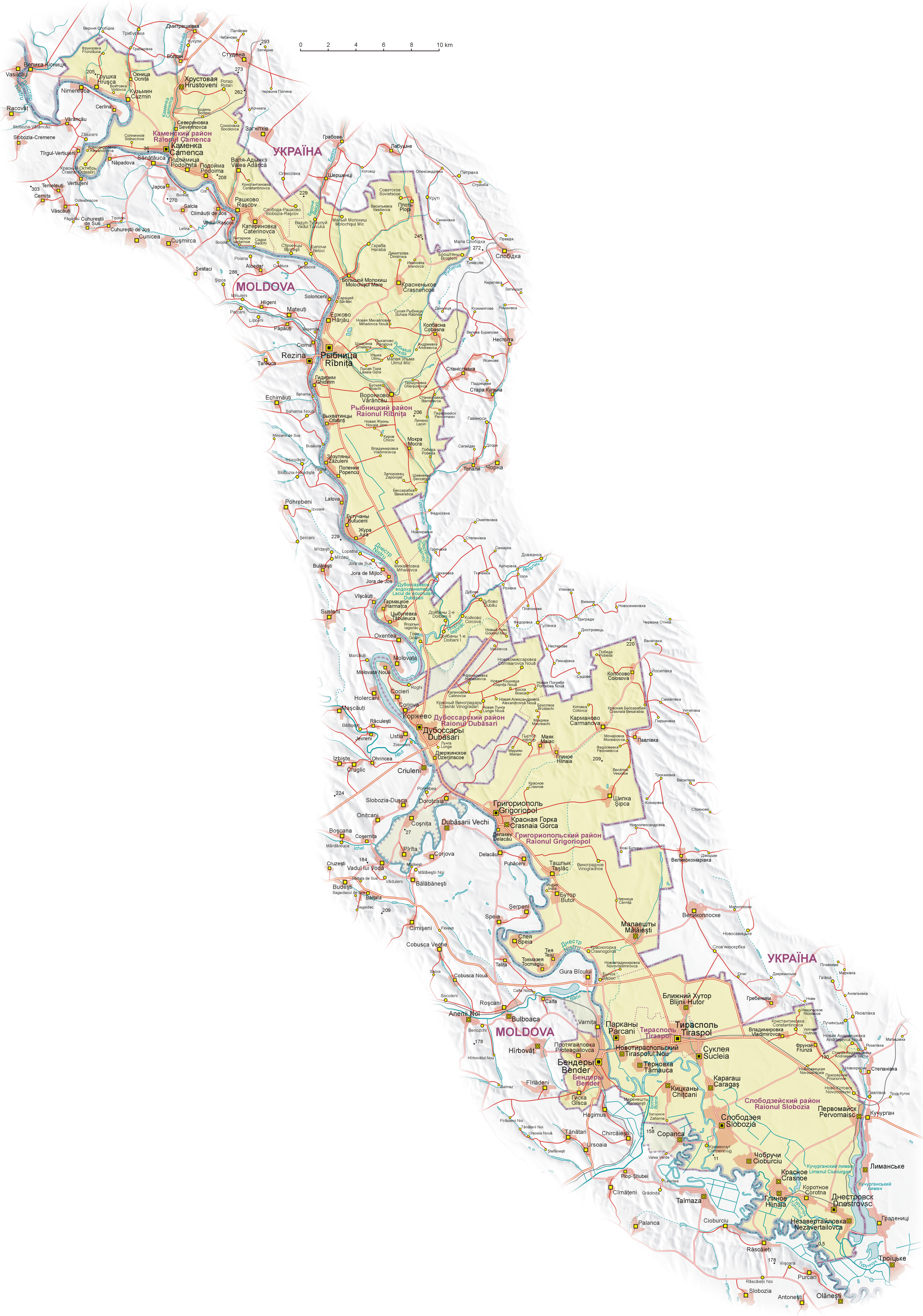
Straßenkarte Transnistriens mit angrenzenden Gebieten

Die Bahnstrecken auf dem transnistrischen Gebiet werden durch die staatliche Pridnjestrowische Eisenbahngesellschaft betrieben. In Tiraspol gibt es einen Flughafen mit dem ICAO-Code LUTR. In mehreren Städten, darunter in Bendery und Tiraspol, gibt es ein Oberleitungsbusnetz.

## Kultur

### Bildung
In Tiraspol findet sich die Universität des Landes, die Transnistrische Staatliche Taras-Schewtschenko-Universität.

### Medien

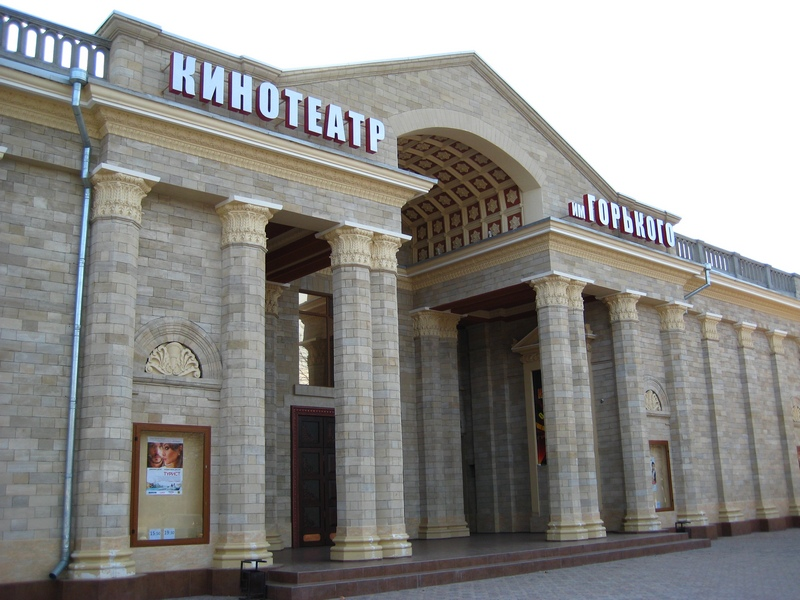
Gorki-Kinotheater in Bendery

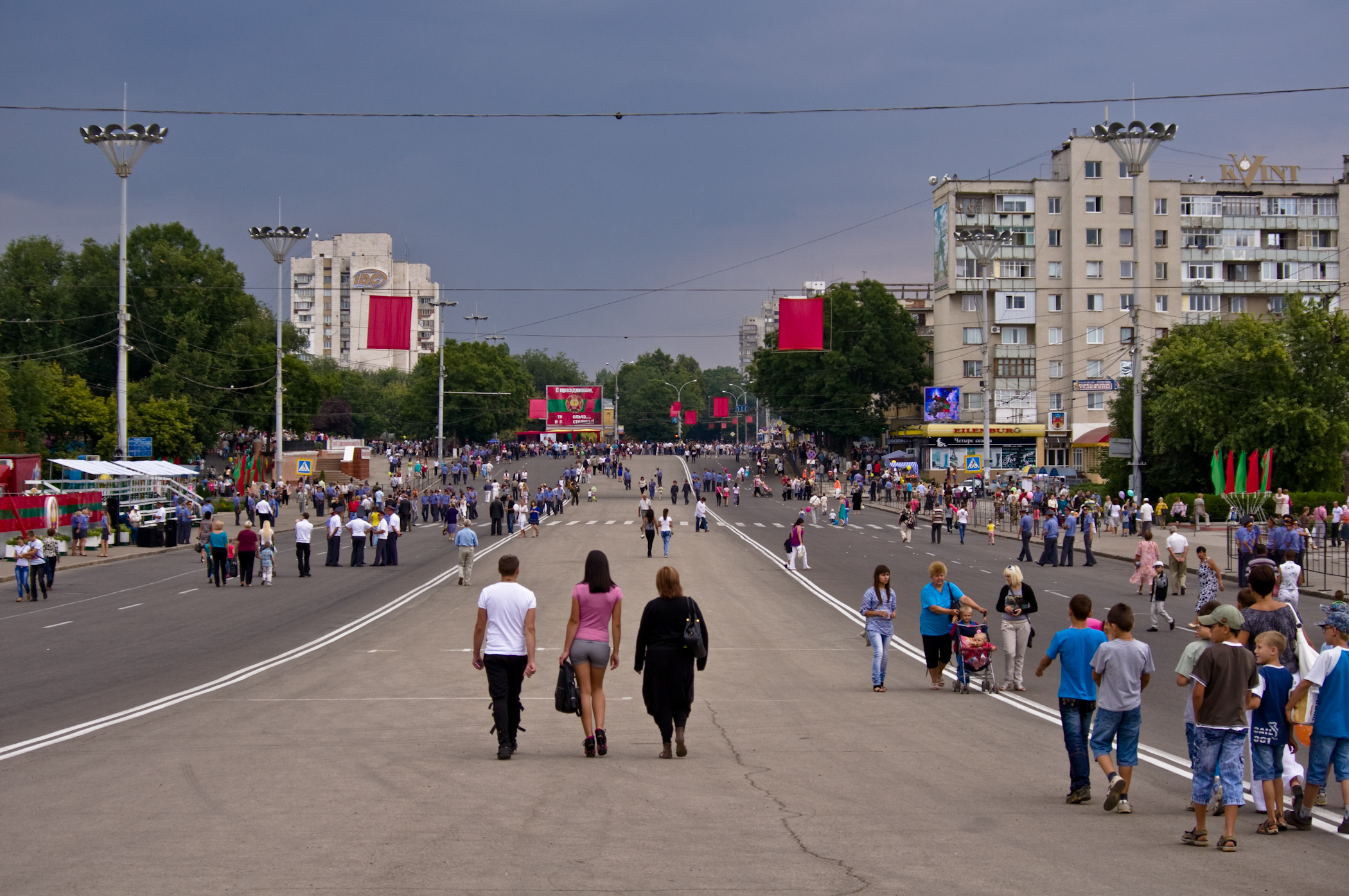
Tiraspol

In Tiraspol gibt es mehrere staatliche und private Fernsehsender, darunter Perwy Pridnestrowski, Benderskoje Telewidenije und TSV. Der einzige Kabelnetzbetreiber des Landes, Interdnestrcom, ist im Besitz der Firma „Sheriff“ und sendet neben den heimischen fast alle gängigen russischsprachigen Sender. Es gibt mehrere Zeitungen (Pridniestrovie, Adevarul Nistrean), die sich laut einem Bericht aus dem Jahr 2005 aber überwiegend im Besitz des Staates oder staatsnaher Organisationen befinden und die staatliche Presseagentur „Olvia-Press“. Im Land senden mehrere Radiostationen, darunter auch der Auslandssender von Radio PMR, der ein mehrsprachiges Programm auf Kurzwelle verbreitet. Sendesprachen sind Deutsch, Englisch und Französisch. Zensur ist durch Artikel 28 der Verfassung Transnistriens verboten. Es existiert keine Presse in moldauischer Sprache mit lateinischer Schrift. Es existiert jedoch ein englischsprachiger Nachrichtendienst des Präsidenten der PMR, der im Internet unter www.novostipmr.com nahezu täglich über die Regierungstätigkeit des Präsidenten und über diverse zeitlos-historische Themen berichtet.

#### Vesti FM
Die Sowjetunion begann Ende der 1960er Jahre in Grigoriupol in der Region Maiac mit dem Bau einer leistungsstarken Hörfunk-Sendeanlage für Propaganda in westliche Länder. Die „Moldauische Republik Pridniestrowien“ (Transnistrien) verkaufte 2007 die Anlage an die russische Staatsmediengesellschaft RIA Novosti. Das Unternehmen vermietet die Sender seitdem an große internationale Sender wie die Missionsgesellschaft Trans World Radio. Die Russische Föderation beauftragte das regierungsnahe Sendernetzwerk Vesti FM mit Sitz in Moskau auch über die leistungsstarken Mittelwellensender von Grigoriupol auszustrahlen. Vesti FM begann ab 2014, kurz vor Beginn des Russisch-Ukrainischen Kriegs, mit der Ausstrahlung auf 1413 kHz mit 500 kW Leistung. Der Sender erreichte somit nicht nur die gesamte Ukraine, sondern auch einen großen Teil Ost- und Westeuropas problemlos. Am 26. April 2022 wurden von Unbekannten die beiden Sendeantennen für die Ausstrahlung von Vesti FM gesprengt.

### Feiertage
Am 23. Februar findet der „Tag des Vaterlandsbewahrers“ statt, ein patriotischer Feiertag, der sich an die Militärangehörigen wendet. Diese veranstalten Wettkämpfe und demonstrieren ihre Einsatzbereitschaft. Ein weiterer patriotischer Feiertag ist der 9. Mai, an dem mit Paraden der Sieg der Sowjetunion über das nationalsozialistische Deutschland im „Großen Vaterländischen Krieg“ gefeiert wird. Für die Kriegsveteranen wird in Tiraspol ein Trinkgelage am Ufer des Dnister veranstaltet. Der wichtigste nationale Feiertag ist der 2. September, der Tag, an dem 1990 die transnistrische Republik ausgerufen wurde. In Tiraspol finden Militärparaden, Konzerte und Tanzdarbietungen statt. Am Denkmal der Helden des Zweiten Weltkrieges vor dem Parlament werden Blumen niedergelegt.
Das Neujahrsfest am 31. Dezember wird in der Familie gefeiert. Weihnachten findet gemäß der russisch-orthodoxen Tradition am 7. Januar statt.

### Sport

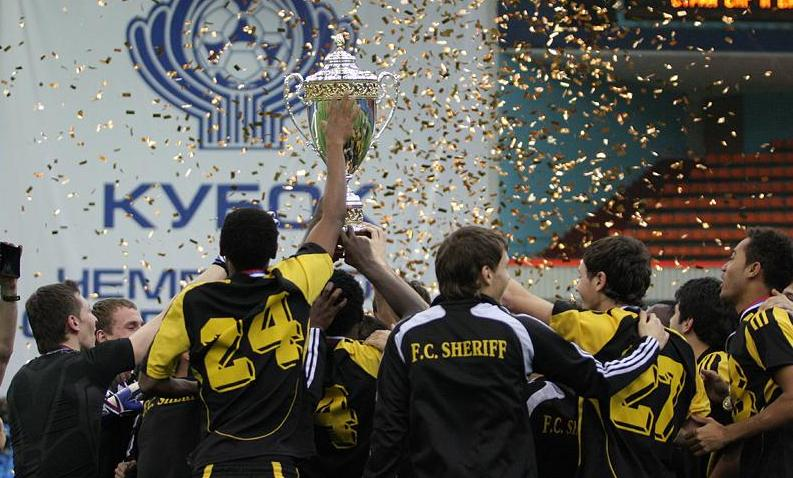
Sheriff Tiraspol nach Gewinn des GUS-Pokals 2009

Aufgrund fehlender Anerkennung können transnistrische Sportnationalmannschaften international nicht an renommierten Wettbewerben teilnehmen.
Die meisten transnistrischen Sportler besitzen neben der transnistrischen Staatsbürgerschaft auch einen Pass Moldaus oder eines anderen Nachfolgestaats der Sowjetunion. So liefen etwa die gebürtigen Transnistrier Andrei Corneencov und Igor Bugaiov für die Moldauische Fußballnationalmannschaft auf, Artjom Chatschaturow für Armenien.
In der Hauptstadt ist mit dem FC Sheriff Tiraspol der bekannteste Sportverein des Landes beheimatet: Er spielt in der Divizia Națională, der höchsten moldauischen Liga, dominiert sie als Serien- und Rekordmeister und nimmt regelmäßig an Spielen zur Qualifikation der UEFA Champions League teil und erreichte in der Spielzeit 2021/22 erstmals die Gruppenphase. Im Tiraspoler Sheriff-Stadion wurden außerdem auch schon Spiele der UEFA Europa League ausgetragen. Die Vereine Iskra-Stal Rybniza, Dinamo Bendery, FC Tiraspol, Dinamo-Auto Tiraspol und CS Tiligul-Tiras Tiraspol spielten oder spielen ebenfalls in der ersten moldauischen Liga.